# 2022 في العراق
2022 في العراق هي قائمة بالأحداث التي وقعت في العراق خلال عام 2022.

## الحكم
- رئيس الجمهورية – برهم صالح
- رئيس الحكومة – مصطفى الكاظمي

## الأحداث

### يناير
- 2 يناير: تعرض معسكر زليكان الذي تتخذه القوات التركية ثكنة لها، التابع لناحية بعشيقة شمال شرقي مدينة الموصل، إلى قصف بصواريخ عدة.[1]
- 2 يناير: قصف مدفعي لقوات تركية يستهدف دهوك وسنجار.[2][3]
- 3 يناير: ثماني محافظات عراقية، تعطل الدوام الرسمي.[4]
- 3 يناير: إحباط هجوم بطائرتين مسيرتين مفخختين على التحالف الدولي في مطار بغداد.[5][6]
- 4 يناير: رئيس وزراء العراق مصطفى الكاظمي يوافق على طلب استقالة محافظ النجف لؤي الياسري.[7][8]
- 5 يناير: استهداف قاعدة عين الأسد العسكرية في محافظة الانبار، بخمسة صواريخ.[9][10]
- 5 يناير: مصطفى الكاظمي يزور منزل ضحايا ناحية جبلة للاطلاع على سير التحقيقات.[11][12]

- 9 يناير: انتخاب رئاسة مجلس النواب العراقي في الدورة الخامسة في 9 يناير 2022، حيث تم انتخاب محمد الحلبوسي كرئيس لمجلس النواب لولاية ثانية بأغلبية 200 صوت مقابل 14 صوت لمنافسه محمود المشهداني بعد انسحاب المشهداني وعدد من الكتل من الجلسة واعتراضات على دستورية الجلسة وتم انتخاب حاكم الزاملي كنائب أول لرئيس المجلس و شاخوان عبدالله نائب ثاني لرئيس المجلس.
- 21 يناير: شن تنظيم "داعش" هجوما فجر اليوم على أحد مقار الجيش العراقي في محافظة ديالى شرق البلاد استشهد فيه 11 جنديا أحدهم ضابط برتبة ملازم ورجحت السلطات استغلال مقاتلي التنظيم "لوعورة المنطقة وانخفاض درجات الحرارة لتنفيذ الهجوم ومن ثم الانسحاب إلى صلاح الدين"، وعدّ محافظ ديالى أن "إهمال المقاتلين في تنفيذ الواجب" هو السبب الرئيس للاعتداء.
- 29 يناير: مديرية الاستخبارات العسكرية في الجيش العراقي تكشف عن هويات بعض القتلى من الجنسية اللبنانية في قصف مقاتلات F-16 العراقية في حاوي العظيم من بينهم آمر الهجوم على سرية الجيش العراقي في منطقة العظيم وهم 6 لبنانين منتمين إلى تنظيم داعش وهم كل من (بكر مهدي سيف، عمر محمد سيف،أنس الجزار،محمود السيد،عمر شخيدم، يوسف شخيدم) قتلوا في القصف الذي خلف 9 قتلى.

### فبراير
- 3 فبراير: صدور تفسير المادة 70 من الدستور العراقي 2005 من المحكمة الاتحادية العليا بخصوص جلسة انتخاب رئيس الجمهورية باشتراط حضور ثلثي أعضاء مجلس النواب العراقي.

وصدور قرار المحكمة الاتحادية العليا بالحكم بعدم دستورية ترشيح هوشيار زيباري لمنصب رئاسة الجمهورية.
- 15 فبراير: المحكمة الاتحادية العليا في العراق تصدر حكماً ب "عدم دستورية قانون النفط والغاز في حكومة إقليم كردستان و تلزمها بتسليم واردات النفط إلى الحكومة الاتحادية".

### مارس
- 2 مارس: أصدرت المحكمة الاتحادية العليا قراراً بإلغاء لجنة الأمر الديواني 29 او ما يعرف بلجنة مكافحة الفساد والتي يقودها الفريق اول الحقوقي أحمد طه هاشم أبو رغيف. ولجنة الامر الديواني 29 تشكلت في نهاية أغسطس 2020، بأمر مباشر من رئيس الحكومة مصطفى الكاظمي بأسم لجنة ”التحقيق في قضايا الفساد والجرائم المهمة برئاسة الفريق أول احمد ابو رغيف، وعضوية ضباط من وزارة الداخلية وأجهزة المخابرات والأمن الوطني، وهيئة النزاهة وقد منحت اللجنة صلاحيات واسعة، وامتلكت سجنا خاصا.
- 9 مارس: تعرض الناشط ضرغام ماجد إلى كسر في الجمجمة إثر شجار مع حماية عضوة مجلس النواب سها السلطاني.
- 13 مارس: قصف صاروخي يستهدف القنصلية الأمريكية قيد الانشاء وقناة فضائية في اربيل عاصمة إقليم كردستان العراق والانباء تشير إلى أن القصف جاء من إيران ردا على مقتل إيرانيين بقصف إسرائيلي في سوريا لاحقا اتضح أن القصف استهدف منزل رجل الأعمال الكردي شيخ باز البرزنجي مالك شركة كار النفطية.
- 23 مارس: التحالف الثلاثي بين الكتلة الصدرية بزعامة مقتدى الصدر وتحالف السيادة بقيادة خميس الخنجر ومحمد الحلبوسي والحزب الديمقراطي الكردستاني بزعامة مسعود البارزاني يعلن أسماء مرشحيه لرئاسة الجمهورية ومجلس الوزراء وهم ريبر أحمد خالد البارزاني لرئاسة الجمهورية و محمد جعفر الصدر لرئاسة مجلس الوزراء.
- 24 مارس: انتخابات نقابة المحامين العراقيين العراقيين وفوز محمد صالح المهنا بمنصب نقيب المحامين العراقيين.
- 25 مارس: وسائل إعلام أردنية: قمة خماسية تجمع الملك عبدالله بن الحسين في العقبة مع الرئيس المصري عبدالفتاح السيسي والشيخ محمد بن زايد آل نهيان ولي عهد أبوظبي، نائب القائد الأعلى للقوات المسلحة في دولة الإمارات العربية المتحدة ورئيس مجلس الوزراء العراقي مصطفى الكاظمي، بحضور الأمير الحسين بن عبدالله الثاني ولي العهد، و الأمير تركي بن محمد بن فهد بن عبدالعزيز، وزير الدولة عضو مجلس الوزراء في المملكة العربية السعودية.
- 26 مارس: فشل جلسة التصويت على رئيس الجمهورية في مجلس النواب العراقي بسبب عدم تحقيق نصاب الثلثين المطلوب للجلسة حيث حظر 202 نائب والمطلوب 220 نائب للنصاب من 329 إجمالي عدد النواب وذلك بسبب مقاطعة الإطار التنسيقي الشيعي والاتحاد الوطني الكردستاني واطراف أخرى الجلسة بسبب عدم التوافق معهم.
- 28 مارس: محتجين يقومون بحرق مقر الحزب الديمقراطي الكردستاني بزعامة مسعود البارزاني في بغداد احتجاجا على تصريحات القيادي بالحزب نايف كردستاني المسيئة للمرجعية الدينية الشيعية في النجف.
- 30 مارس: فشل التحالف الثلاثي تحالف انقاذ وطن في الجلسة الثانية لانتخاب رئيس الجمهورية في مجلس النواب العراقي بسبب الفشل بتوفير نصاب الثلثين.

### أبريل
- 6 أبريل: مكافحة إرهاب إقليم كردستان العراق: لا أضرار جراء القصف الصاروخي بثلاثة صواريخ قرب محطة نفط 'كوركوسك' في أربيل.
- 8 أبريل: ضجة في العراق بعد خطبة صلاة الجمعة لأنصار رجل الدين الشيعي محمود الصرخي في وسط وجنوب العراق دعوا فيها إلى حرمة البناء على القبور و دعوا إلى هدم الأضرحة والمزارات المبنية على قبور.
- 11 أبريل: غضب شعبي ورسمي من أنصار رجل الدين محمود الصرخي بعد خطبتهم الداعية لهدم الأضرحة والمزارات المبنية على قبور في العراق والأجهزة الأمنية العراقية تعتقل عدد من أنصار الصرخي وإغلاق مساجدهم واحراق وغلق اخرى من محتجين.
  - الخارجية الإيرانية: تعيين حسين آل صادق سفيراً جديداً لإيران في العراق خلفاً لإيرج مسجدي
- 14 أبريل: استشهاد ضابط برتبة ملازم وإصابة 3 جنود بانفجار عبوة ناسفة في منطقة وادي الشاي بـ كركوك اثناء مطاردة عناصر داعش.
- 16 أبريل: حادث سيًر مروع يؤدي بـ حياة 11 شخصًا على طريق المحاويل- الحلةّ.

الاعلان عن فوز مؤيد اللامي مجددا بمنصب نقيب الصحفيين العراقيين.
- 17 أبريل: زيارة رئيس الوزراء في كردستان العراق مسرور بارزاني إلى تركيا ولقائه الرئيس التركي رجب طيب اردوغان.
- 18 أبريل: تركيا تطلق عملية "قفل المخلب" ضد حزب العمال الكردستاني التركي في مناطق متينا وزاب وأفشين- باسيان شمالي العراق.
- 20 أبريل: رئيس اركان الجيش عبد الأمير يار الله ينعى استشهاد العميد علي جميل عبد خلف مدير قسم استخبارات قيادة عمليات سومر أثناء فض نزاع عشائري في محافظة ذي قار بقضاء الشطرة.
- 23 أبريل: انطلاق عملية الاراده الصلبه في الانبار وبحضور رئيس الوزراء مصطفى الكاظمي واصناف من القوات الامنية المشاركة لمطاردة بقايا داعش.
- عُقدت الجولة الخامسة من المحادثات بين ايران والسعودية في العاصمة العراقية بغداد، وتشكّلت صورة أوضح لإعادة إحياء العلاقات بين البلدين.
- 24 أبريل: استشهاد القائد في الحشد الشعبي أبو حسن الجابري نتيجة انفجار عبوة ناسفة بالأنبار أثناء عملية الإرادة الصلبة لمطاردة تنظيم داعش واستشهاد اثنين من الشرطة الاتحادية في هجوم لداعش في محافظة صلاح الدين.
- 26 أبريل: استشهاد جندي و إصابة ضابط في الجيش العراقي و مقتل اثنين من عناصر تنظيم داعش بتفجير انتحاري أثناء مداهمة وكر في قضاء الطارمية شمالي بغداد
- 27 أبريل: زيارة رئيس مجلس النواب العراقي محمد الحلبوسي إلى إيران
- 30 أبريل: سقوط صاروخين خارج قاعدة عين الاسد العراقية في محافظة الأنبار مساء دون خسائر.
  - جهاز الأمن الوطني يعتقل عصابة دولية لتجارة المخدرات ويضبط كميات كبيرة من المخدرات.

### مايو
- 1 مايو: استهداف أربيل بـ 6 صواريخ استهدف الهجوم مصفى شركة (كار ) في منطقة (كور كوسك) في قضاء خبات التابع لمحافظة أربيل،مما ادى الى إصابة إحدى الخزانات الرئيسية للمصفى ونشوب حريق بداخله، حيث تم السيطرة على هذا الحريق من قبل الجهات المختصة، فيما سقط صاروخ اخر في السياج الخارجي للمصفى، دون أن تكون هناك خسائر بشرية وتم العثور على منصة اطلاق الصواريخ منطقة الفاضلية في ناحية بعشيقة في سهل نينوى.
- 4 مايو: وكالة الاستخبارات تعلن عن محاولة استهداف فاشلة لمنزل احمد أبو رغيف بصاروخ في بغداد دون وقوع خسائر.
- 11 مايو: مجلس النواب العراقي يصوت على تشكيل اللجان البرلمانية في المجلس والسفير الايراني محمد كاظم ال صادق يباشر عمله في بغداد.
- 15 مايو: المحكمة الاتحادية في بغداد تفسر صلاحية حكومة تصريف الأعمال وترفض قانون الأمن الغذائي الذي أرسلته حكومة مصطفى الكاظمي إلى مجلس النواب للتصويت عليه.
- 16 مايو: المحكمة الإتحادية تُقرر إلغاء عضوية مشعان الجبوري بالبرلمان بسبب تزويره للشهادة وقتيبة الجبوري سيكون بديلا عنه وخطاب غاضب من زعيم التيار الصدري مقتدى الصدر بسبب رفض المحكمة الاتحادية قانون الأمن الغذائي.
- 19 مايو: مجلس النواب العراقي يُصوت على اقالة محافظ صلاح الدين عمار جبر الجبوري بالاغليية المطلقة.
  - وزير الثقافة حسن ناظم برفقة رئيس مجلس الوزراء الاسبق نوري المالكي يقوم بافتتاح معرض بغداد الدولي للكتاب في بغداد الدورة 23.
- 21 مايو: وصول جثمان الشاعر مظفر النواب مطار بغداد الدولي ومراسم جنازة رسمية تنطلق من اتحاد الادباء والكتاب في بغداد لتشييع جثمان الشاعر مظفر النواب حيث تم دفنه في مدينة النجف الاشرف بناء على وصية الشاعر.
- 23 مايو: استشهاد 6 من الفلاحين والشرطة بعد هجوم لتنظيم داعش مستغلا موجة الغبار على فلاحين يقومون بحصاد الحنطة جنوب كركوك.
- 26 مايو: صوت مجلس النواب العراقي على قانون "حظر التطبيع وإقامة العلاقات مع الكيان الصهيوني بعقوبات تصل للاعدام.
- 27 مايو: بيان أمريكي غاضب من قانون حظر التطبيع مع إسرائيل الذي صوت عليه مجلس النواب العراقي
- 28 مايو: إعفاء حسن منديل من منصب محافظ بابل، وإعادته لمنصبه السابق ک نائب ثاني للمحافظ وتكليف السيد "علي وعد" بمهام تسيير شؤون محافظة بابل.
- 29 مايو: زيارة نائب الرئيس الايراني علي سلاجقة إلى العراق لزيادة التعاون بين البلدين.

### يونيو
- 2 يونيو: رئيس الجمهورية برهم صالح يتسلم أوراق اعتماد السفيرة الأمريكية الجديدة ألينا رومانوسكي لدى العراق.
- 3 يونيو: حرس الحدود العراقي يعلن إسقاط طائرة شراعية تحمل مليون حبة مخدرة في منطقة جريشان الحدودية مع الكويت وهروب قائدها.
- 4 يونيو: جهاز الأمن الوطني يعتقل عدد من المسؤولين في وزارة التربية على خلفية تسريب الأسئلة للصف الثالث المتوسط.
- 6 يونيو: وصل إلى بغداد وزير الخارجية المصري سامح شكري ووزير الخارجية الأردني أيمن الصفدي ولقائهم وزير الخارجية العراقي فؤاد حسين ورئيس مجلس الوزراء مصطفى الكاظمي.
- 8 يونيو: مجلس النواب العراقي يصوت على قانون الدعم الطارئ للأمن الغذائي والتنمية، وذلك خلال جلسته.
- مكافحة إرهاب كردستان: إصابة ثلاثة أشخاص بتفجير طائرة مسيرة مفخخة في أربيل.
- 9 يونيو: السيد مقتدى الصدر يوعز لنوابه كتابة استقالاتهم وانتظار اشعار منه لتقديمها الى رئاسة البرلمان من أجل الانسحاب من العملية السياسية ويؤكد ان حل مشاكل العراق بحكومة الاغلبية الوطنية.

نواب الكتلة الصدرية يوقعون استقالاتهم في الحنانة ويضعونها تحت تصرف السيد مقتدى الصدر.
- 11 يونيو: رئيس تحالف السيادة الشيخ خميس الخنجر ورئيس البرلمان محمد الحلبوسي يبحثان مع رئيس الحزب الديمقراطي الكردستاني مسعود البارزاني المستجدات السياسية في اربيل
- 12 يونيو: زعيم التيار الصدري (مقتدى الصدر) يوجه رئيس الكتلة الصدرية (حسن العذاري) بتقديم استقالات أعضاء الكتلة الصدرية إلى محمد الحلبوسي.
- 13 يونيو: في ساعة متأخرة من الليل محمد جعفر الصدر يحسم موقفه ويعلن انسحابه من الترشح لرئاسة مجلس الوزراء عقب استقالة الكتلة الصدرية من مجلس النواب العراقي.
- اجتماع طارئ لرئاسات القضاء الممثلة ب فائق زيدان و الجمهورية برهم صالح و الوزراء مصطفى الكاظمي في العراق لمعالجة الأزمة السياسية والدعوة إلى لم الشمل و وحدة الصف
- 15 يونيو: استشهاد طفل واصابة 10 اشخاص نتيجة قصف الطائرات التركية سوق بناحية سنوني في نينوى حيث يتواجد في المنطقة حزب العمال الكردستاني.
- زعيم التيار الصدري السيد مقتدى الصدر خلال اجتماع الحنانة مع نواب الكتلة الصدرية الذين استقالوا: لا تراجع عن الاستقالة والانسحاب من العملية السياسية ولن اشترك في الانتخابات القادمة اذا اشترك بها الفاسدين ويأمر نوابه المستقيلين الاستعداد لاي تطورات وتطوير أنفسهم.
- 16 يونيو: اجتماع الإطار التنسيقي الشيعي بحضور رئيس مجلس الوزراء مصطفى الكاظمي لبحث الازمة السياسية.
- رئيس الجمهورية العراقي برهم صالح يستقبل وفداً من النواب المستقلّين في قصر السلام ببغداد وبحثوا التطورات السياسية والتحديات التي تواجه البلد في المرحلة الحالية.
- تظاهرات في مدينة الناصرية تطالب بفرص عمل ووظائف.
- 17 يونيو: جهاز مكافحة الإرهاب في إقليم كردستان العراق يعلن مقتل 4 من عناصر حزب العمال الكردستاني في قصف لطائرة مسيّرة تركية استهدف سيارة في قضاء كلار وتركيا تقول انها قتلت 6 ارهابيين.
- 18 يونيو: "أثناء زيارته مدينة السليمانية في العراق لإجراء بعض الفحوصات الطبية".. "الإدارة الذاتية لشمال وشرق سوريا" تتهم تركيا باغتيال نائب الرئاسة المشتركة للمجلس التنفيذي فرهاد شبلي عن طريق استهدافه بطائرة مسيرة.
  - رئيس مجلس الوزراء مصطفى الكاظمي يضع حجر الأساس لبناء 1000 مدرسة ضمن الاتفاقية الصينية العراقية
- 19 يونيو: رئيس مجلس النواب محمد الحلبوسي يصدر امرا نيابياً بقبول استقالات نواب التيار الصدري من البرلمان.
- 22 يونيو: زعيم التيار الصدري مقتدى الصدر ينفي وجود تدخل ايراني أو أن إيران هددته للاستقالة
- سقوط صاروخ قرب حقل كور مور الغازي يقع في منطقة جمجمال التابعة لمحافظة السليمانية الذي تديره شركة دانة غاز الإماراتية.
- 23 يونيو: بدلاء نواب التيار الصدري المستقيلين يؤدون القسم النيابي، ومجلس النواب يرفع جلسته لما بعد عيد الاضحى.
- حركة حقوق تعلن ببيان رئيسها حسين مؤنس المحمداوي انسحابها من العملية السياسية كما فعل زعيم التيار الصدري مقتدى الصدر.
- 25 يونيو: رئيس مجلس الوزراء العراقي مصطفى الكاظمي، يصل إلى مدينة جدة، في زيارةٍ رسمية إلى المملكة العربية السعودية
- 26 يونيو: رئيس مجلس الوزراء مصطفى الكاظمي يغادر مدينة جدة السعودية متوجها إلى العاصمة الإيرانية طهران عقد خلالها الكاظمي لقاء مع الرئيس الإيراني ابراهيم رئيسي وأكدا على زيادة التعاون بين البلدين وحل المشاكل في المنطقة.
- 27 يونيو: اجتماع ثلاثي لتحالف العزم والإطار التنسيقي والاتحاد الوطني الكوردستاني للتباحث حول تشكيل الحكومة.
- 28 يونيو: زعيم التيار الصدري مقتدى الصدر يتهم رئيس الجمهورية برهم صالح بالتطبيع بسبب عدم توقيعه على قانون تجريم التطبيع مع إسرائيل.

### يوليو
- 1 يوليو 2022 مناصرون لزعيم التيار الصدري يتداولون وسم «جاهزون» بعد دقائق من بيان وزير الصدر عن أسباب الانسحاب
- 2 يوليو 2022 مقتل جنديين تركيين في شمال العراق في اشتباك مع حزب العمال الكردستاني.
- 7 يوليو 2022 مقتل عسكري تركي و إصابة 3 آخرين بهجوم لعناصر البى كاكا شمالي العراق
- 11 يوليو 2022 هادي العامري : لست مرشحاً لمنصب رئيس الوزراء و أرفض ترشيحي وإن المهم لديّ أولاً و آخراً حفظ وحدة الإطار وعدم المشاركة في حكومة قادمة
- 12 يوليو 2022 السفير التركي العراق يتحمل مسؤولية الجفاف بسبب هدر المياه وعدم استخدامها بالشكل الأمثل ووزارة الموارد المائية العراقية ترد تركيا ليست وصية على العراق وعليها أطلاق حصة العراق العادلة والمنصفة حسب المواثيق الدولية دون التدخل بسياسة العراق المائية.
- 13 يوليو 2022 تسريب صوتي منسوب لرئيس مجلس الوزراء الأسبق نوري المالكي يهاجم به زعيم التيار الصدري مقتدى الصدر

رئيس مجلس الوزراء مصطفى الكاظمي يعلن مشاركته في قمة الرياض مع زيارة بايدن
- 14 يوليو 2022 سفير فرنسا في بغداد يسلم مصطفى الكاظمي وسام الشرف وهو أعلى وسام فخري في فرنسا

وصول الآلاف من اتباع التيار الصدري إلى بغداد لإقامة صلاة الجمعة المليونية التي دعى لها السيد مقتدى الصدر
- 15 يوليو 2022 حشود كبيرة في بغداد مدينة الصدر لاحياء صلاة الجمعة المليونية التي دعى لها السيد مقتدى الصدر

رئيس مجلس الوزراء مصطفى الكاظمي يصل مدينة جدة السعودية للمشاركة في قمة جدة بحضور الرئيس الأمريكي جو بايدن وعدد من الزعماء العرب
- 16 يوليو 2022 رئيس مجلس الوزراء مصطفى الكاظمي يشارك في قمة جدة بين عدد من الزعماء العرب والرئيس الامريكي جو بايدن والإعلان عن ربط العراق بشبكة الكهرباء لدول الخليج العربي عن طريق السعودية والكويت لتوريد 1800 ميغاواط للعراق
- 18 يوليو 2022 زعيم التيار الصدري مقتدى الصدر يطلب من نوري المالكي التنحي عن العمل السياسي بسبب التسريبات المنسوبة للمالكي
- 20 يوليو 2022 استشهاد 6 مقاتلين من الشرطة الاتحادية في منطقة مطيبيجة بمحافظة صلاح الدين، إثر تعرض ارهابي

استشهاد تسعة مواطنين عراقيين في قصف تركي على مصيف برخ في زاخو في إقليم كردستان العراق وتركيا تتهم حزب العمال الكردستاني انه وراء الهجوم.
- 21 يوليو 2022 بيان من الحكومة العراقية يتهم تركيا بالقصف ومظاهرات حاشدة أمام السفارة التركية في بغداد وغلق القنصليات التركية من محتجين
- 23 يوليو 2022 رئيس مجلس الوزراء مصطفى الكاظمي يحضر الاستعراض العسكري ل الحشد الشعبي في ديالى
- 25 يوليو 2022 الاطار التنسيقي يتفق على ترشيح المهندس الزراعي "محمد شياع السوداني"، وزير العمل الأسبق، رئيسًا لمجلس الوزراء.

مرسوم جمهوري فرنسي لتقليد الفريق الأول عبد الوهاب الساعدي وسام الشرف العالي
- 26 يوليو 2022 تكليف القاضي "رائد جوحي" بمهام رئاسة جهاز المخابرات الوطني.
- 27 يوليو 2022 أنصار زعيم التيار الصدري مقتدى الصدر يتظاهرون في بغداد في ساحة التحرير ثم يعبرون جسر الجمهورية للتظاهر امام بوابات المنطقة الخضراء ويقتحمون مظفر مجلس النواب العراقي وينسحبون بأوامر زعيم التيار الصدري الذي وصف الأمر بجرة اذن.
- 29 يوليو 2022 انصار التيار الصدري يحشدون للتظاهر يوم السبت 30 يوليو 2022 لمنع جلسة انتخاب رئيس الجمهورية واغلاق عدد من الجسور لهذا السبب ولسبب تجمع لتيار الحكمة في ساحة الخلاني في بغداد

انصار التيار الصدري يغلقون عدد من مقرات تيار الحكمة احتجاجا على كلمة عمار الحكيم.
- 30 يوليو 2022 انصار زعيم التيار الصدري مقتدى الصدر يقتحمون للمرة الثانية خلال 72 ساعة مجلس النواب العراقي والمنطقة الخضراء والصدر يعلن بدء اعتصام مفتوح داخل المجلس.
- 31 يوليو 2022 توتر بعد تغريدة لمقتدى الصدر دعى فيها إلى تغيير النظام السياسي والدستور والإطار التنسيقي يدعو لمظاهرات لدعم الشرعية الدستورية.

### أغسطس
- 1 أغسطس: مظاهرات للاطار التنسيقي في بغداد أمام الجسر المعلق لدعم الدولة والدستور والرد على دعوة مقتدى الصدر لتغيير النظام السياسي
- 2 أغسطس: الصدر يدعو أنصاره إلى الخروج من داخل مجلس النواب العراقي الى ساحات المجلس والاستعداد لصلاة الجمعة في ساحة الاحتفالات
- 3 أغسطس: استشهاد أربعة جنود وإصابة اثنين في هجوم لتنظيم داعش على الجيش العراقي في قرة تبة في ديالى.
  - خطاب مصور لزعيم التيار الصدري مقتدى الصدر يدعو فيه إلى إنتخابات مبكرة واستمرار اعتصام البرلمان لأجل الإصلاح واغلب القوى السياسية تريد دعوات الانتخابات المبكرة
- 5 أغسطس: صلاة جمعة أنصار زعيم التيار الصدري مقتدى الصدر في ساحة الاحتفالات في بغداد
- 8 أغسطس: انفجار في مقر تابع لسرايا السلام التابعة للتيار الصدري يسفر عن وفاة 5 بينهم 3 من الدفاع المدني وتضارب الأنباء حول كونه انفجار كدس عتاد أو انفجار قناني اوكسجين
- 9 أغسطس: ملايين الزوار يحيون زيارة العاشر من محرم إلى محافظة كربلاء
  - قتل انتحاري من داعش حاول تفجير نفسه على موكب حسيني في ديالى
- 10 أغسطس:
  - مقتدى الصدر يطلب من المحكمة الاتحادية حل مجلس النواب العراقي وإعادة الانتخابات ويمهلها اسبوع والا تصعيد الاحتجاجات
  - الإطار التنسيقي في بغداد يدعو لمظاهرات للدفاع عن الدولة الجمعة 12 أغسطس
- 12 أغسطس:
  - تظاهرات متعددة في العراق دعت لها ثلاثة أطراف وهي:

- التيار الصدري: بغداد والمحافظات الجنوبية باستثناء النجف وكربلاء مع استمرار الاعتصام في جوار مجلس النواب العراقي.
- الاطار التنسيقي: بغداد محيط المنطقة الخضراء و البصرة و نينوى وبدا الإطار التنسيقي اعتصام في بغداد أمام الجسر المعلق.
- الحزب الشيوعي العراقي والمدنيين: بغداد في ساحة الفردوس مظاهرة صغيرة.
- 13 أغسطس:
  - زعيم التيار الصدري مقتدى الصدر يدعو لمظاهرات مليونية السبت 20 أغسطس
  - رئيس مجلس الوزراء مصطفى الكاظمي يفتتح بيت الشاعر محمد مهدي الجواهري في بغداد
- 15 أغسطس:
  - الإطار التنسيقي يستعد لتنظيم مظاهرة حاشدة في بغداد
  - وزير الصدر يهاجم بتغريدة حركة عصائب أهل الحق بقسوة
- 16 أغسطس:
  - وزير زعيم التيار الصدري مقتدى الصدر يهاجم بتغريدة من ما اسماه الثلاثي المشؤوم في الإطار التنسيقي الذي يسعى إلى صراع في العراق والصدر يؤجل مظاهرات السبت لما قال انه لتفويت الفرصة على من يريد حرب أهلية.
  - استقالة وزير المالية علي علاوي بسبب خلافات مع أطراف سياسية.
  - كتائب حزب الله تحذر من السير نحو حرب أهلية في العراق.
- 17 أغسطس: مكتب رئيس الوزراء: اجتماع الحوار الوطني العراقي عقد بمشاركة قادة وزعماء القوى السياسية في العراق وبحضور رئيس الجمهورية ورئيسي السلطتين التشريعية والقضائية والمبعوثة الأممية.
- 20 أغسطس: ضحايا ومصابين جراء انهيار مزار بطالة الامام علي عليه السلام في محافظة كربلاء
- 22 أغسطس:
  - رئيس مجلس الوزراء مصطفى الكاظمي يلتقي مع الرئيس المصري عبد الفتاح السيسي والملك الأردني عبد الله الثاني والملك البحريني حمد بن عيسى آل خليفة ورئيس الامارات محمد بن زايد خلال حضوره قمة خماسية بمدينة العلمين في مصر
  - انتهاء اعمال البحث بعد انهيار مقام قطارة الامام علي عليه السلام في كربلاء بعد العثور على جثث 8 ضحايا وإنقاذ اثنين آخرين.
- 23 أغسطس: مجلس القضاء الأعلى يقرر تعليق عمله والمحاكم التابعة له والمحكمة الاتحادية احتجاجا على اعتصام أتباع التيار الصدري أمام مقره في بغداد ويحمل الحكومة المسؤولية ونقابة المحامين تعلق أعمالها تضامنا مع مجلس القضاء الاعلى بعد إدانة دولية ومحلية انسحب التيار الصدري من أمام مجلس القضاء الاعلى الذي اصدر بيان قال فيه بالنظر لانسحاب المتظاهرين وفك الحصار عن مبنى مجلس القضاء الاعلى والمحكمة الاتحادية العليا تقرر استئناف العمل بشكل طبيعي في كافة المحاكم اعتبارا من صباح يوم الغد الموافق ٢٤/٨/٢٠٢٢ وبهذه المناسبه يشكر مجلس القضاء الاعلى كافة الجهات والشخصيات المحلية والدولية الداعمة للقضاء والحريصة على مبدأ سيادة القانون واحترام الدستور كما يؤكد المجلس على المضي باتخاذ الاجراءات القانونية بحق كل من يخالف القانون ويعطل المؤسسات العامة.
- 26 أغسطس: استشهاد جندي وإصابة اثنين آخرين بهجوم لداعش استهدف دورية للجيش العراقي في ناحية كنعان شرقي ديالى.
- 27 أغسطس. الاتحاد الاوروبي (العلاقات الخارجية) - بيان المتحدث الرسمي عن آخر التطورات في العراق:

- إن عرقلة مؤسسات الدولة المهمة و الحساسة بسبب استمرار الاحتجاجات في بغداد هو أمرٌ مثيرٌ للقلق.
- في حين أن الحق في الاحتجاج السلمي ضروري، يجب أن تعمل جميع القوانين ومؤسسات الدولة لخدمة الشعب العراقي.
- الاتحاد الاوروبي يؤكد على أن المؤسسات القضائية يجب أن تكون قادرة على أداء وظائفها دون ضغوط خارجية.
- الاتحاد الاوروبي يرحب بالخطوات الأخيرة التي تم اتخاذها لتهدئة الموقف وتحث جميع الأطراف على حل أي خلافاتٍ من خلال الحوار السياسي و في الإطار الدستوري.
- العراق يحتاج إلى حكومة مفوضة دستورياً لمواجهة العديد من التحديات التي يواجهها. هذا ايضاً ضروري من اجل التعاون مع المجتمع الدولي.
- - زعيم التيار الصدري مقتدى الصدر يعطي مهلة 72 ساعة للاحزاب العراقية للانسحاب من العملية السياسية والا سيجد عمل لجنة المظاهرات.
- 29 أغسطس:
  - المرجع الديني كاظم الحائري تنحى في بيان عن المرجعية وطلب من اتباعه تقليد علي خامنئي.
  - السيد مقتدى الصدر في تغريدة ينتقد السيد الحائري ويعلن اعتزاله النهائي وغلق كافة المؤسسات إلا المختص منها بوالده.
  - الصدر: يظن الكثيرون بما فيهم السيد الحائري أن هذه القيادة جاءت بفضلهم او بأمرهم. كلا إن ذلك بفضل ربي أولًا ومن فيوضات السيد الوالد.
  - الصدر: على الرغم من تصوري أن اعتزال المرجع لم يك من محض إرادته. وما صدر من بيان عنه كان كذلك.
  - الصدر: انتي قد قررت عدم التدخل في الشؤون السياسية فإنني الان اعلن الاعتزال النهائي وغلق كافة المؤسسات الا المرقد الشريف.
  - الصدر: الكل في حل مني. وان مت او قتلت فاسالكم الفاتحة والدعاء.
  - أنصار زعيم التيار الصدري مقتدى الصدر يقومون باقتحام القصر الحكومي والإعلان فرض حظر التجول في بغداد من الساعة الثالثة مساء.
  - الكاظمي يدعو الصدر إلى التدخل واخراج المتظاهرين من المنطقة الخضراء بعد اقتحام القصر الحكومي والجماهير الصدرية تبدأ بالتظاهر في الجنوب: البصرة والناصرية والعمارة والسماوة.

إطلاق نار تجاه الصدريين المقتحمين للمواقع في المنطقة الخضراء وظهور مسلحين بين أنصار التيار الصدري وقدوم اعداد من أنصار التيار الصدري المسلحين إلى المنطقة الخضراء بعد انسحاب المتظاهرين من القصر الحكومي وتحول المنطقة الخضراء الى ساحة حرب مفتوحة.
- - فرض حظر التجول في عموم العراق ابتداء من السابعة مساء.
  - مع ساعات الليل انتقال اشتباكات أنصار زعيم التيار الصدري مع بعض أفراد الحشد الشعبي إلى بعض الأماكن بالمحافظات الجنوبية بصورة متفرقة.
- 30 أغسطس:
  - تصاعد الاشتباكات في المنطقة الخضراء فجر الثلاثاء واستخدام الأسلحة المتوسطة وتعرض المنطقة الخضراء لقصف بالكاتيوشا وأنصار التيار الصدري يهاجمون مقرات احزاب الإطار التنسيقي و وبعض مقرات الحشد الشعبي في بغداد وعدد من المحافظات ويتم حرقها مع اندلاع بعض الاشتباكات المسلحة في بعض المحافظات الجنوبية لكن بنطاق محدود.
  - السيد مقتدى الصدر ينهي الاشتباكات في خطاب الساعة الواحدة ظهرا اهم ما قاله به: أمر خلال 60 دقيقة ينسحب التيار الصدري من البرلمان أحزنني كثيراً ما يحدث في العرا لا اريد ان اطيل الوقوف بين ايديكم بغض النظر عن من بدأ الفتنة بالأمس، الان امشي مطأطأ الرأس، والشعب العراقي هو المتضرر الوحيد القاتل والمقتول في النار، سواء كان البادئ هو الطرف الاول او الثاني او الثالث بأست الثورة هذه الشكر للقوات الامنية التي وقفت على الحياد الشكر للحشد الشعبي الذي لم يتدخل السنينة العشائرية لا نعترف بها اشكر القائد العام للقوات المسلحة حتى مظاهرات سلمية بعد ما اريد انسحاب كامل حتى من الاعتصام وان لم تطيعوا لنا حل آخر اعتزالي هذا اعتزال نهائي، شرعي وليس سياسي بالسياسة لا تسألني لو تم حل الفصائل المسلحة لما وصل العراق لهذا الوضع.
  - توقفت الاشتباكات بعد خطاب الصدر وبدء المسلحين والمعتصمين ينسحبون من المنطقة الخضراء والإعلان رفع حظر التجول في جميع أنحاء العراق.
  - مصطفى الكاظمي في خطاب مسجل يهدد بالاستقالة وترك المنصب..إذا أرادوا الاستـمرار في إثارة الفوضى والصـراع سأقوم بخطوتي الأخلاقية والوطنية بإعلان خلو المنصب وفقاً للمادة 81 من الدستور.

السلاح الذي استخدم أمس هو مال مهدور.. دم مهدور.
- - أتقدم بالشكر إلى القوات الأمنية التي أُريد لها أن تكون طرفاً في نزاع (السلاح المنفلت) مع (السلاح المنفلت).
- 31 أغسطس: وزير الصدر يهاجم الإطار التنسيقي مرة أخرى بسبب إعلان الإطار عن سعيه لتشكيل حكومة جديدة ويطلب إعلان الحداد ويطالب إيران وقف إتباعها بالعراق والإعلان عن تشكيل لجنة تحقيق في أحداث المنطقة الخضراء.

### سبتمبر
- 1 سبتمبر:
  - توتر امني في البصرة بعد اغتيال قيادي في سرايا السلام في البصرة اعقبه تفجير مقر تابع للعصائب في منطقة "بريهة" بالبصرة ثم استهداف القصور الرئاسية في البصرة بعدد من الهاونات واشتباكات متفرقة وقذيفة RBG تستهدف حسينية "امير المؤمنين"، احد المقرات التابعة للعصائب في قضاء النهروان ببغداد.
  - محافظ البصرة اسعد العيداني يعلن السيطرة على التوتر الأمني في البصرة بعد سقوط خمسة ضحايا 2 من أنصار التيار الصدري و3 من عصائب أهل الحق.
  - وزير الصدر يطالب بعزل فالح الفياض من رئاسة هيئة الحشد الشعبي
- 4 سبتمبر: استقبل رئيس مجلس الوزراء السيد مصطفى الكاظمي، اليوم الأحد، مساعدة وزير الخارجية الأمريكي لشؤون الشرق الأوسط السيدة باربرا ليف، والوفد المرافق له
- 5 سبتمبر:
  - انطلاق الجلسة الثانية للحوار الوطني بين القوى السياسية بدعوة من الكاظمي
  - مقتدى الصدر: استمروا على الإصلاح مهما حدث، فأنا واصحابي لا شرقيون ولا غربيون.. ولن يحكم فينا ابن الدعي كائناً من كان.
  - جهاز الأمن الوطني يعلن استشهاد العميد قاسم داود سلمان بنيران مسلحين في ميسان
  - تحطم مروحية عسكرية تركية أثناء هبوط اضطراري شمالي العراق
- 7 سبتمبر:
  - وسائل إعلام سعودية توثق دخول أول معتمر عراقي بسيارته الخاصة إلى السعودية عبر منفذ عرعر البري بعد انقطاع 32 سنة.
  - المحكمة الاتحادية العليا ترد دعوى حل البرلمان. موضحة: "إن اختصاصات المحكمة الاتحادية العليا محددة بموجب المادة (93) من الدستور والمادة (4) من قانون المحكمة الاتحادية العليا وليست من ضمنها حل البرلما
- 8 سبتمبر: زعيم التيار الصدري مقتدى الصدر يدعو السنة والإكراد والنواب المستقلين حل مجلس النواب العراقي مع بقاء رئيس الجمهورية و مصطفى الكاظمي
- 10 سبتمبر:
  - رئيس مجلس القضاء الأعلى فائق زيدان يدعو لتعديل المواد الدستورية التي سببت تاخير تشكيل الحكومة.
  - خلية الإعلام الأمني تعلن مقتل 7 إرهابيين بضربة جوية في محافظة الأنبار.
  - ملايين الزوار من مدن العراق ودول المنطقة يتوجهون إلى كربلاء لإحياء أربعينية الإمام الحسين.
- 11 سبتمبر: مقتل جنديين تركيين وإصابة أربعة آخرين في اشتباكات مع حزب العمال الكردستاني في شمال العراق.
- 15 سبتمبر: اللواء يحيى رسول يعلن مشاركة 20 مليون زائر في زيارة أربعينية الامام الحسين عليه السلام في كربلاء بينهم 5 مليون زائر أجنبي.
- 17 سبتمبر: حسب إحصائية العتبة العباسية المقدسة بعد انتهاء الزيارة الاربعينية إلى كربلاء إن العام الحالي هي الأعلى من بين جميع مواسم الزيارة الأربعينية خلال السنوات السبع الماضية: حيث بلغ عدد الزوار عام 2022 : 21,198,640 مليون زائر مقارنة بإعداد الزوار الأعوام الماضية:

| السنة | الزوار   |
| ----- | -------- |
| 2016  | 11 مليون |
| 2017  | 13 مليون |
| 2018  | 15 مليون |
| 2019  | 15 مليون |
| 2020  | 14 مليون |
| 2021  | 16 مليون |

- 20 سبتمبر:
  - ممارسة امنية في بغداد تنفذها قيادة عمليات بغداد بعد منتصف الليل
  - رئيس مجلس الوزراء مصطفى الكاظمي يغادر إلى نيويورك لحضور الجمعية العامة للأمم المتحدة
  - مرشح الاطار التنسيقي لرئاسة الوزراء محمد شياع السوداني يجتمع مع عدد من النواب داخل البرلمان لمناقشة برنامجه الحكومي
- 21 سبتمبر: المحكمة الاتحادية في بغداد تلغي قرار تعيين وزير النفط مدير لشركة النفط الوطنية بعد دعوى من النائبين باسم خشان مصطفى جبار سند
- 23 سبتمبر: رئيس مجلس الوزراء مصطفى الكاظمي باقي كلمة العراق في الجمعية العامة للأمم المتحدة في نيويورك
- 24 سبتمبر: افادت وسائل إعلام إيرانية، اليوم السبت، بأن الحرس الثوري نفذ هجوماً مدفعياً على اهداف تابعة لتنظيم بيجاك الكردي. وذكرت ان الهجوم استهدف "مقار تنظيم بيجاك " داخل إقليم كردستان العراق.
- 25 سبتمبر:
  - طائرات F16 عراقية تنفذ ضربتين جويتين على وكر لداعش في جبال حمرين
  - رئيس مجلس الوزراء مصطفى الكاظمي يعود إلى بغداد من نيويورك واتصال هاتفي بين زعيم التيار الصدري مقتدى الصدر وخميس الخنجر
  - العتبة العلوية المقدسة: 6 ملايين و445 ألفاً و200 زائر أحيوا ذكرى وفاة النبي الأكرم (ص) في النجف.
  - بدء ضخ النفط إلى مصفى كربلاء لبداية التشغيل التجريبي المصفى
- 26 سبتمبر: إستقالة رئيس مجلس النواب العراقي محمد الحلبوسي من منصبه.
- 28 سبتمبر:
  - إغلاق الطرق والجسور وازدحامات كثيفة في بغداد وانتشار القوات الأمنية بسبب دعوى أنصار التيار الصدري للتظاهر ضد عقد جلسة مجلس النواب العراقي
  - حزب كادحي كردستان الإيراني المعارض: طائرات مسيرة مفخخة استهدفت مقراتنا في مجمع زركويز غربي السليمانية ما تسبب بوقوع إصابتين وتدمير مقرين بالكامل
  - المحكمة الاتحادية العليا ترد الطعن المقدم بعدم صحة استقالة نواب الكتلة الصدرية لعدم توفر المصلحة العامة لدى المدعين.
  - مجلس النواب يعقد جلسته برئاسة الحلبوسي وحضور 235.
  - مجلس النواب يقرأ سورة الفاتحة على ارواح شهداء الاحتجاجات الأخيرة.
  - مجلس النواب يصوت على تجديد الثقة برئيس مجلس النواب محمد الحلبوسي بـتصويت 222 نائباً على رفض الاستقالة من أصل 235 نائباً.
  - بدء التصويت السري للمرشحين لمنصب النائب الاول لرئيس البرلمان الذي فاز به محسن المندلاوي.

وكان المرشحون لمنصب النائب الاول لرئيس البرلمان:
- محسن المندلاوي
- ياسر الحسيني
- باسم خشان
- - سقوط قذيفتي هاون في المنطقة الخضراء مما أدى إلى إصابة 7 من القوات الأمنية.
  - حزب كادحي كردستان الإيراني المعارض: طائرات مسيرة مفخخة استهدفت مقراتنا في مجمع زركويز غربي السليمانية ما تسبب بوقوع إصابتين وتدمير مقرين بالكامل.
  - اشتباكات في ساحة التحرير وسط بغداد بين متظاهرين من أنصار زعيم التيار الصدري مقتدى الصدر ضد عقد جلسة مجلس النواب العراقي مع قوات الشغب مع محاولة إزالة الحواجز الكونكريتية على جسر الجمهورية في بغداد والعبور نحو المنطقة الخضراء قبل أن ينسحب المتظاهرين ليلا بعد طلب سيارات مزبلة لسرايا السلام منهم الانسحاب المكان وتم إعادة فتح الشوارع المغلقة في بغداد.
- 29 سبتمبر:
  - مُنذ الضياء الاول ليوم الخميس تُحاصر قوات من وكالة الاستخبارات وجهاز مكافحة الارهاب مَفرزة تابعة لعناصر دIعـش اعلى جبل بادوش، انتهت بضربة جوية نفذتها مُقاتلات F-16 بعد هروب عناصر المفرزة داخل كهوف محصنة في عمق الجبل.
  - الخارجية الأميركية تؤكد مقتل أحد مواطنيها في هجوم صاروخي إيراني استهدف مواقع حركات كردية معارضة في إقليم كردستان العراق
  - بشكل رسمي.. العراق يستدعي السفير الإيراني "محمد كاظم ال صادق" لتسليمه مذكرة احتجاج بسبب هجمات بلاده المستمرة في اقليم كردستان.
  - البنك المركزي العراقي : تم تحقيق أكبر احتياطي في تاريخ العراق بقيمة تجاوزت 87 مليار دولار.
- 30 سبتمبر :
  - استعراضات عسكرية لسرايا السلام التابعة للتيار الصدري في بعض مناطق بغداد والمحافظات الجنوبية
  - إجراءات أمنية مشددة وقطع عدد من الطرق في بغداد وحول المنطقة الخضراء استعدادا التظاهرات 1 تشرين الأول 2022 التي دعى لها بعض التشرينيين وأنصار التيار الصدري

### أكتوبر
- 1 أكتوبر :
  - اغلاق عدد من الطرق في بغداد والمنطقة الخضراء مع انطلاق مظاهرات أنصار تشرين في ذكرى انطلاقتها الثالثة حيث حصلت المظاهرات في ساحة التحرير وساحة النسور لكن الاعداد كانت اقل من المتوقع وانتهت مظاهرات ساحة النسور مبكرا وتم تفريق مظاهرات ساحة التحرير ليلا بعد اشتباكات مع مكافحة الشغب على جسر الجمهورية في بغداد.
  - انهيار مبنى طبي في شارع سلمان فائق في منطقة الكرادة في بغداد وإنقاذ 13 والبحث عن المفقودين.
- 3 أكتوبر :
  - عطلة رسمية بمناسبة العيد الوطني ال 90 لاستقلال العراق ودخوله عصبة الأمم المتحدة عام 1932.
  - رئيس مجلس الوزراء مصطفى الكاظمي في كردستان العراق لحضور الذكرى الخامسة لرحيل الرئيس العراقي جلال الطالباني ويحذر بكلمة من اندلاع نار ستحرق الجميع اذا لم يتم اللجوء للحوار.
  - صراع على منصب محافظ ذي قار وحرق سكرتارية مجلس محافظة ذي قار في الناصرية جنوب العراق وفرض حظر التجول واشتباكات بين الأمن ومحتجين.
- 4 أكتوبر :
  - هجوم في أول ساعات الليل على مقر الحشد الشعبي في القصور الرئاسية في البصرة بهجوم بعدة صواريخ كاتيوشا وقذائف هاون واشتباكات عنيفة بين أمن المقر والمجموعة المهاجمة استمرت ساعة كاملة.
  - رئيس أركان الجيش الفريق أول قوات خاصة الركن عبد الأمير يارالله ونائب قائد العمليات المشتركة الفريق أول ركن عبد الأمير الشمري يصلان إلى البصرة لمتابعة الأوضاع الأمنية.
  - آخر تطورات إنهيار مبنى المختبر الوطني في الكرادة..إنتهاء أعمال البحث والإنقاذ بعد إنتشال آخر جثة تعود لمواطن من أهالي الكوت وإنقاذ 13 شخصاً ووفاة 4 تحت الركام "رجُلين، وامرأة وطفلة" 15 ألف طن من الأنقاض خلفها إنهيار المبنى 150 منتسب و50 آلية تابعة للهندسة العسكرية للحشد الشعبي شاركت مع الدفاع المدني في عمليات الإنقاذ.
  - المحكمة الاتحادية العليا تقضي بعدم دستورية المفوضية العليا المستقلة للانتخابات والاستفتاء في إقليم كردستان العراق.
  - ممثلة الأمم المتحدة في العراق جينين بلاسخارت تقدم الاحاطة حول وضع العراق في مجلس الامن

بلاسخارت: النظام السياسي يعمل ضد مصالح الشعب
بلاسخارت: إذا بقي النظام على حاله فالقادم أسوء
بلاسخارت: مناصرو الأحزاب السياسية يحملون السلاح في العراق
بلاسخارت: الفوضى هي نتاج عدم قدرة الطبقة السياسية على الحسم
بلاسخارت: العراقيون لا يريدون أن يكونوا أداة لجهة معينة في الصراع
بلاسخارت: كل الأطراف وقعت في أخطاء استراتيجية
بلاسخارت: يجب أن تشارك كل الأطراف أكرر كل الأطراف في حوارات تشكيل الحكومة
بلاسخارت: العراقيون خاب أملهم وضاعت فرص كبيرة لحل الازمة
بلاسخارت: سيتوقف الإنفاق الحكومي في نهاية العام
بلاسخارت: الفساد سمة أساسية في النظام الاقتصادي السياسي في العراق
بلاسخارت: العراق يعتمد على الزبائنية
بلاسخارت: احتكار السلطة يؤدي إلى حالة عدم الاستقرار
- - زعيم التيار الصدري مقتدى الصدر يوافق على الحوار بشرط إزاحة الطبقة السياسية والفاسدين حسب قوله ويرفض لغة السلاح والعنف
  - أنصار التيار الصدري يقتحمون قناة الرابعة الفضائية ويحطمون اغراضها بعد انتقاد المذيعة منى سامي للتيار الصدري.
- 6 أكتوبر :
  - إطلاق نار تعرضت له غرفة الشيخ خالد الملا في فندق مناوي باشا في مدينة البصرة
  - رئيس مجلس الوزراء مصطفى الكاظمي، يصل إلى الحدود العراقية - الأردنية، لوضع حجر الأساس مع رئيس مجلس الوزراء الأردني بشر الخصاونة، لمشروع الربط الكهربائي العراقي – الأردني، وإعلان إطلاق العمل به
  - وزير الصدر يجمد عمل سرايا السلام في البصرة ويحمل فصائل مسلحة مسؤولية الاشتباكات الاخيرة في المدينة.
- 7 أكتوبر :
  - افاد مصدر أمني، في وقت سابق من اليوم الجمعة، بنجاة النائب عن تحالف الفتح فالح الخزعلي من محاولة اغتيال في محافظة البصرة.

 وقال المصدر، إن"مجموعة اعترضت موكب النائب الخزعلي في البصرة وحاولت اغتياله باستخدام الأسلحة في البصرة" وأضاف، أن"حماية النائب تمكنت من رد المجموعة".
- - فعاليات احتفالية في بغداد وعدد من المحافظات بالمولد النبوي الشريف.
  - بريطانيا تنصح رعاياها بعدم السفر إلى العراق ما عدا إقليم كردستان بسبب مخاوف تدهور الوضع الامني.
- 9 أكتوبر :
  - هانوا الكورية تتخلى عن مشروع مدينة بسماية بعد تأخر مستحقاتها المالية ولتجنب خسارة كبيرة.
- 10 أكتوبر :
  - وصل الى مدينة أربيل، وفد رفيع المستوى من ائتلاف ادارة الدولة، ضم رئيس مجلس النواب محمد الحلبوسي ورئيس هيئة الحشد الشعبي فالح الفياض والمرشح من الاطار التنسيقي لرئاسة الحكومة المقبلة محمد شياع السوداني.
- 11 أكتوبر :
  - رئيس مجلس النواب محمد الحلبوسي يعلن عن جلسة يوم الخميس الموافق 13 تشرين الاول أكتوبر سيكون جدول الاعمال من فقرة واحدة وهي انتخاب رئيس الجمهورية.
  - مجلس النواب العراقي يصوت على الغاء تكليف إحسان عبد الجبار وزير النفط بشغل منصب وزير المالية بالوكالة.
  - جهاز المخابرات العراقي يحرر فتاة أيزيدية اختطفت عام 2014 قرب الحدود السورية
  - إخلاء سبيل رئيس مجلس الوزراء الأسبق "نوري المالكي" بكفالة بعد مثوله أمام القضاء العراقي في قضية التسريبات الصوتية المنسوبة له وتدوين أقواله ابتدائيا.
- 12 أكتوبر :
  - ائتلاف دولة القانون يعلن انسحاب ربير أحمد خالد من الترشح لرئاسة الجمهورية و طرح لطيف رشيد كمرشح توافقي و الاتحاد الوطني الكردستاني يعلن تمسكه بترشيح برهم صالح.
  - رويترز نقلاً عن مصادر أمنية : هجوم صاروخي يستهدف حقل خورمور الغازي في إقليم كردستان.
  - إغلاق جسر الجمهورية في بغداد وانتشار أمني كثيف.
- 13 أكتوبر :
  - مرشح رئاسة الجمهورية ريبير احمد خالد يعلن انسحابه من سباق رئاسة الجمهورية لصالح لطيف رشيد.
  - الاعلام الامني: تعرض المنطقة الخضراء ومحيطها الى قصف بـ9 صواريخ كاتيوشا اصيب على اثرها عدد من المنتسبين والمواطنين.
  - الإطار التنسيقي يعلن تشكليل الكتلة الأكثر عدداً داخل البرلمان بـ138 نائباً.
  - بدء جلسة انتخاب رئيس الجمهورية بحضور 277 نائبا من اصل 328 نائب.
  - حصول عبد اللطيف رشيد على 157 صوتا مقابل 99 صوتا لبرهم صالح و 9 أصوات للمرشح ريبوار اورحمان وصوت واحد لكل من ثائر غانم ومهدي محمد ولؤي عبد الصاحب و 10 أصوات باطلة في الجولة الأولى و التوجه لجلولة ثانية بين برهم صالح ولطيف رشيد.
  - انتخاب عبد اللطيف رشيد الرئيس التاسع لجمهورية العراق بعد حصوله على 162 صوت مقابل 99 صوت لبرهم صالح بالجولة الثانية من تصويت أعضاء مجلس النواب العراقي.
  - الرئيس العراقي المنتخب عبد اللطيف رشيد يؤدي اليمين الدستوري ويكلف محمد شياع السوداني بتشكيل الحكومة.
- 15 أكتوبر :
  - رئيس مجلس الوزراء الكاظمي يكلف وزيرة الدولة "هيام نعمت كوبرولو" بإدارة وزارة المالية بالوكالة.
  - الحزب الشيوعي العراقي وحزب البيت الوطني التشريني وحركة نازل اخذ حقي التشرينية وتجمعات أخرى يعلنون من بغداد تشكيل تحالف سياسي بعنوان قوى التغيير الديمقراطية
  - وزير الصدر يرفض أي مشاركة لأفراد التيار الصدري في حكومة محمد شياع السوداني
- 16 أكتوبر :
  - افتتاح مطار كركوك الدولي في محافظة كركوك بعد سنوات من العمل به.
- 17 أكتوبر :
  - حفل استقبال رسمي لرئيس الجمهورية لطيف رشيد في قصر السلام في بغداد.
  - تواصل تداعيات فضيحة الفساد في الهيئة العامة للضرائب واختفاء 3.7 ترليون دينار 2.6 مليار دولار من حساب الأمانات في مصرف الرافدين.
  - المحكمة الاتحادية توقف صرف 70 مليار دينار كمصاريف شراء اثاث في حكومة مصطفى الكاظمي بناء على دعوى من النائبين باسم خشان مصطفى جبار سند.
- 19 أكتوبر :
  - افتتاح ساحة التحرير وحديقة الأمة في بغداد بعد إعادة تأهيلها.
- 20 أكتوبر :
  - وزير الصدر صالح محمد العراقي : نبرأ أمام الله وأمام الشعب العراقي من كل من يسعى لتشكيل مجاميع خاصة عسكرية لخرق الشرع والقانون وزعزعة أمن الوطن
- 22 أكتوبر :
  - اغتيال القيادي في منظمة بدر الشيخ علي العذاري بهجوم مسلح في منطقة الكمالية شرقي بغداد
- 24 أكتوبر :
  - القضاء العراقي يحكم بالاعدام بحق من فجر مفخخة استهدفت زوار الامام موسى الكاظم (عليه السلام) في منطقة الدورة، في عام 2016 التي اسفرت عن استشهاد 14 شخصا واصابة 41 اخرون.
  - يواصل المكلف بتشكيل الحكومة محمد شياع السوداني لقاءاته وحواراته مع قادة الكتل السياسية لتشكيل الحكومة مع ظهور صراع سياسي على المناصب.
  - اعتقال المتهم الأول عن سحب اموال الأمانات الضريبية المدعو (نور زهير جاسم) أثناء محاولته السفر عن طريق طائرة خاصة من مطار بغداد الدولي الى مطار أتاتورك في اسطنبول بعد مناشدة النائب  مصطفى جبار سند اعتقاله قبل مغادرته العراق.
  - غلق جسري الجمهورية والسنك في بغداد وساحة التحرير استعدادا لمظاهرات ذكرى 25 تشرين الأول أكتوبر 2019
- 25 أكتوبر :
  - تعطيل دوام المدارس بسبب كسوف الشمس.
  - قاضي محكمة جنايات القادسية يحكم بالإعدام على المدان كفاح الكريطي قاتل الناشط التشريني ثائر الطيب.
  - مظاهرات لإعداد قليلة من التشرينيين في ساحة التحرير وسط بغداد وقوات الأمن تفرقها بعد انتهاء وقت التظاهرة وإعادة فتح الطرق المغلقة.
  - استقبل رئيس مجلس الوزراء المكلفمحمد شياع السوداني، اليوم الثلاثاء، سفيرة الولايات المتحدة الأمريكية لدى العراق آلينا رومانوسكي، وقائد قوات التحالف الدولي الجنرال ماثيو مكفارلن والوفد المرافق لهما.
  - رئيس مجلس الوزراء المكلف محمد شياع السوداني يطلب من مجلس النواب العراقي عقد جلسة مجلس النواب العراقي لمنح الثقة للحكومة يوم الخميس 27 أكتوبر 2022
- 27 أكتوبر :
  - النائب علاء الركابي الأمين العام لحركة أمتداد التشرينية: الاطار التنسيقي هو من قتل ثوار تشرين.
  - بدء جلسة مجلس النواب العراقي لمنح الثقة للحكومة بحضور 253 من النواب في البرلمان.
  - اشتباك مع نواب حركة امتداد التشرينية في جلسة التصويت على الحكومة.
  - رسميا السيد محمد شياع السوداني رئيسا لمجلس الوزراء في العراق بعد حصوله على الثقة من مجلس النواب العراقي وهو سابع رئيس حكومة بعد 2003 وأول رئيس حكومة بعد 2003 من عراقيي الداخل حيث أن السابقين كانوا معارضين خارج العراق ثم عادوا بعد سقوط النظام السابق.
- 28 أكتوبر :
  - رئيس مجلس الوزراء السابق مصطفى الكاظمي يسلم السلطة إلى رئيس مجلس الوزراء محمد شياع السوداني في احتفال رسمي في بغداد.
  - رئيس مجلس الوزراء محمد شياع السوداني يقيل سكرتير القائد العام للقوات المسلحة الفريق محمد البياتي من منصب سكرتير القائد العام للقوات المسلحة وتعيين الفريق سعد العلاق.
  - رئيس مجلس الوزراء محمد شياع السوداني يعقد أول جلسات مجلس الوزراء الجديد.
  - بعد ان تم رفضها قبل اقل من شهر رئيس الوزراء يخول البصرة بالتوقيع مع شركة شنغهاي الصينية لتحلية مياه البصرة وبناء محطة كهرباء بسعة 3000 ميغا واط.
- 29 أكتوبر :
  - وزارة الدفاع تعلن دفن رفات قرابة 1500 شهيد جندي عراقي ممن قضوا حتفهم في الحرب العراقية الإيرانية.
  - انفجار صهريج غاز في منطقة قناة الجيش في بغداد يسفر عن ضحايا في منطقة البنوك نتيجة حادث عرضي والحصيلة الأولية 9 ضحايا وجرحى اخرين.
- 31 أكتوبر :
  - رئيس مجلس الوزراء محمد شياع السوداني يعين الصحفي والاعلامي ربيع نادر مدير للمكتب الأعلامي لرئيس الوزراء محمد شياع السوداني.

### نوفمبر
- 1 نوفمبر :
  - إنطلاق فعاليات معرض بغداد الدولي بدورته الـ 46 و بمشاركة 363 شركة محلية وأجنبية، بعد إنقطاع دام 3 سنوات بسبب جائحة كورونا.
  - مجلس الوزراء يصوِّت على إلغاء جميع الأوامر الديوانية الصادرة بعد 2021/10/8 والقرار يشمل تعيين محافظي النجف وذي قار ورئيس جهاز المخابرات والعديد من المسؤولين.
- 2 نوفمبر :
  - الكشف عن اعتقال اكبر شبكة لتهريب النفط العراقي يقودها تجار وضباط كبار من شرطة النفط وجهاز المخابرات.
  - مطاردة رئيس العمليات في جهاز المخابرات العراقي ضياء الموسوي بسبب تورطه بصفقات فساد وهو أحد المقربين من رئيس مجلس الوزراء السابق مصطفى الكاظمي.
- 3 نوفمبر :
  - اعادة تكليف بعض من صدرت بحقهم اوامر إنهاء تكليفهم.
- 4 نوفمبر :
  - افتتاح محطة تحلية ماء البصرة الكبير الذي بدء العمل به سنة 2013 بعد افتتاح المحطة يوم امس الخميس بعد سنوات من الإيقاف بسبب قرار حكومة العبادي ايقاف المشاريع المحطة تقوم بتحلية مياه شط العرب تنفيذ شركة المقاولون العرب وهيتاشي اليابانية وOTV الفرنسية.
- 5 نوفمبر :
  - رئيس مجلس الوزراء محمد شياع السوداني يقرر إدارة جهاز المخابرات بشكل شخصي ومن موقع أدنى خلفا لرائد جوحي.
- 7 نوفمبر :
  - هجوم مسلح يستهدف عجلة مدنية بداخلها شخص أمريكي الجنسية يدعى "ستيفن ترول" ضمن شارع الصناعة وسط بغداد، ما أسفر عن إصابته بجروح خطيرة و أثناء نقله إلى المستشفى فارق الحياة.
  - حركة "امتداد" تقاطع جلسات البرلمان احتجاجًا على قرار الحلبوسي بمنع علاء الركابي من دخول مبنى مجلس النواب.
- 11 نوفمبر :
  - انتربول العراق يسترد المتهم عبد الله ياسر سبعاوي ابراهيم الحسن حفيد الاخ غير الشقيق لصدام حسين و أحد المتهمين بجريمة سبايكر من الجمهورية اللبنانية.
  - رئيس مجلس الوزراء القائد العام للقوات المسلحة محمد شياع السوداني يوجه بعدم انتزاع الاعترافات من المتهم بالإكراه أو قسراً وفقا لما جاء بالمادة (19- خامسا) من الدستور.
- 12 نوفمبر :
  - جهاز مكافحة الإرهـاب يقتـــل 8 عناصر من عناصر داعـش في منطقة بير أحمد بقضاء طوز خورماتو في محافظة صلاح الدين.
  - انطلاق عملية عسكرية مشتركة لملاحقة العناصر الإرهابية في محافظة نينوى.
  - امطار غزيرة في بغداد والمحافظات الجنوبية والوسطى.
  - تظاهرات محدودة لبعض ناشطي تشرين في ساحة النسور وسط بغداد، لتنديد بالعملية السياسية والحركات الناشئة التي يتهمها الناشطون بالصعود على اشلاء الشهداء.
- 13 نوفمبر :
  - رئيس مجلس الوزراء محمد شياع السوداني ينهي تكليف علاء الساعدي ويكلف حيدر حنون برئاسة هيئة النزاهة.
- 14 نوفمبر :
  - قالت وسائل إعلام إيرانية إن الحرس الثوري الإيراني قصف اليوم الاثنين بالصواريخ والمسيّرات مقرات تابعة لأحزاب كردية في قضاء كويسنجق التابع لأربيل بإقليم كردستان العراق.

وقال وزير الصحة في الإقليم سامان برزنجي إن شخصا قتل وأصيب 10 آخرون في حصيلة أولية للقصف الإيراني الذي استهدف مواقع للحزب الديمقراطي الكردستاني المعارض لطهران.
كما ذكر العضو القيادي في حزب "كوملة" الإيراني المعارض أن مقرات تابعة للحزب تعرضت لقصف بطائرات مسيرة في منطقة زركويز بمحافظة السليمانية دون وقوع خسائر.
وتعليقا على الهجمات، قالت الخارجية الإيرانية إنها لن تتهاون بشأن أمن إيران الحدودي، وسترد على تهديدات ما وصفتها بـ"الجماعات الانفصالية" في كردستان العراق.
وذكرت وكالة أنباء فارس الإيرانية أن هذه الهجمات هي فقط "المرحلة الأولى" من هجوم عسكري إيراني ضد مواقع الجماعات التي تصفها طهران بـ"الإرهابية" في شمال العراق.
وكانت إدارة العلاقات البرية في الحرس الثوري الإيراني قد أعلنت -في وقت سابق- عن إطلاق عمليات ضد مواقع "الإرهابيين" في شمال العراق، وقالت "ستستمر هذه العملية بشكل حاسم حتى يتم صد التهديد بشكل فعال وتفكيك معاقل الجماعات الإرهابية".
- 15 نوفمبر :
  - حريق في صالة مطار بغداد الدولي دون خسائر بشرية واستمرار حركة الطيران بالمطار.
- 16 نوفمبر :
  - وزيرة الاتصالات تطالب مجلس الوزراء بتخفيض سعر كارتات شحن الرصيد والغاء ضريبة 20 بالمئة اللي فرضتها حكومة حيدر العبادي.
  - محمد شياع السوداني يوجه بتشكيل "الهيئة العليا لمكافحة الفساد" والفريق الساند لها بقيادة ابو علي البصري بآليات غير تقليدية لتسريع مواجهة ملفات الفساد الكبرى واسترداد المطلوبين بقضايا الفساد والاموال العامة المعتدى عليها.
  - سومو العراق يستهدف رفع طاقة إنتاج النفط إلى 7 ملايين برميل يومياً في 2027.
  - كشف الموقع الأمريكي "أكسيوس"، اليوم الأربعاء، بأن إدارة الرئيس الأمريكي جو بايدن ابلغت رئيس الحكومة محمد شياع السوداني بأنها لن تعمل مع بعض الوزراء بحكومته.

وقال أكسيوس، إن "إدارة بايدن أبلغت رئيس وزراء العراق بأنها لن تعمل مع وزراء منتمين لفصائل إرهابية".
وأضاف، أن "إدارة بايدن رفضت التعامل مع وزير التعليم العراقي المنتمي لـ (عصائب أهل الحق)".
وتابع أن "إدارة بايدن قلقة من تعيين السوداني مسؤولين عملوا سابقا مع كتائب حزب الله العراقي".
- 17 نوفمبر :
  - حريق ثاني فجر يوم الخميس في مطار بغداد الدولي وهو ثاني حريق خلال 48 ساعة.
  - محمد شياع السوداني يقرر إعفاء كل من مدير عام سلطة الطيران المدني نائل سعد ومدير مطار بغداد الدولي علي تقي على إثر حادثتي الحريق.
  - الغاء مباراة منتخب العراق مع كوستاريكا بسبب رفض منتخب كوستريكا ختم جوازات السفر بالختم العراقي للعب في البصرة.
- 18 نوفمبر :
  - اعتقال رجل الأعمال علي غلام وهو أحد رجال الأعمال ومالك عدة مصارف خاصة عراقية أثناء عودته من السفر عن طريق مطار بغداد الدولي.
  - أعلنت وزارة الدفاع التركية عن مقتل خمسة من مسلحي تنظيم "بي كي كي" /حزب العمال الكردستاني/ في إطار عملية "قفل المخلب " المتواصلة شمالي العراق.

وذكرت الدفاع التركية في بيان لها اليوم الجمعة ان وحدات من الجيش التركي المكلفة بعملية قفل المخلب رصدت تحركات مسلحين اكراد في عدة مناطق وشنت عمليات مسلحة تمكنت خلالها من قتل خمسة من مسلحي حزب العمال الكردستاني شمالي العراق.
يذكر ان الجيش التركي نفذ عملية عسكرية واسعة في 18 / نيسان الماضي وما زالت مستمرة أطلق عليها قفل المخلب ضد معاقل تنظيم حزب العمال الكردستاني في مناطق متينا والزاب وأفشين وبازيان في إقليم كردستان العراق المستقل عن الحكومة المركزية.
- 19 نوفمبر :
  - قائد عمليات كركوك يأمر بتوقيف آمر وضابط استخبارات بعد استشهاد 4 جنود وسرقة أسلحتهم وأجهزة النداء الخاصة بهم بعد هجوم بالأسلحة الكاتمة للصوت نفذه داعش.
  - أعلنت هيئة الحشد الشعبي استشهاد آمر فوج مالك الأشتر في اللواء 11 في الحشد الشعبي الذي ارتقى اليوم بانفجار عبوة ناسفة وضعت بجانب الطريق اثناء عمليات امنية في قاطع عمليات ديالى وإصابة معاون قائد عمليات الفرات الأوسط في الحشد علي كريم الحسناوي الذي أصيب بانفجار العبوة نفسها خلال العمليات الجارية بمحافظة ديالى.
- 20 نوفمبر :
  - أعلن وزير الدفاع التركي خلوصي أكار، تدمير أوكار للإرهابيين بعملية "المخلب-السيف" الجوية، شمالي سوريا والعراق، وتحقيق إصابات مباشرة فيما يسمى مقرات لتنظيم "بي كي كي/واي بي جي" حزب العمال الكردستاني جاء ذلك في تصريحات من غرفة العمليات التابعة للقوات الجوية، حيث أشرف الوزير أكار وقادة الجيش على عملية "المخلب- السيف" الجوية ضد مواقع الإرهابيين شمالي سوريا والعراق وأقلعت المقاتلات المشاركة في العملية من مواقعها، مع إعطاء الوزير أكار تعليمات البدء بعملية "المخلب-السيف"، وعادت إلى قواعدها بسلام عقب تحقيق إصابات مباشرة للأهداف وفي ختام العملية خاطب الوزير أكار عبر اللاسلكي الطيارين المشاركين في العملية، ومركز عمليات قيادة القوات الجوية القتالية.

وهنأ أكار أفراد القوات المسلحة المشاركين في العملية الجوية التي استكملت بنجاح وقال أكار : استكملتم عملية (المخلب-السيف) بنجاح... نفتخر بكم ونهنئكم من القلب" وأضاف " غايتنا هي ضمان أمن مواطنينا الـ85 مليونا و حدودنا والرد على كل هجوم غادر يستهدف بلادنا" ولفت إلى أنه تم التخطيط بمنتهى الدقة للعملية التي جرت اعتبارا من منتصف الليل ضد معاقل الإرهابيين شمالي سوريا والعراق، مؤكدا أن العملية تمت بنجاح ونوه أنه تم اتخاذ كافة التدابير اللازمة من أجل عدم الحاق الضرر بالأبرياء والبيئة خلال هذه العملية أيضا، شأنها شأن العمليات الأخرى للقوات المسلحة التركية ولفت إلى أنه تم تدمير أوكار وملاجئ ومغارات وأنفاق ومستودعات عائدة للإرهابيين بنجاح كبير خلال عملية "المخلب-السيف" الجوية، وتحقيق إصابات مباشرة فيما يسمى مقرات التنظيم الإرهابي.
ولفت أكار إلى أنه تم هدم أوكار ومغارات وجحور الإرهابيين فوق رؤوسهم وأضاف " مخلب القوات المسلحة التركية كان فوق رؤوس الإرهابيين مجددا" في إشارة إلى عمليات المخلب التي نفذها الجيش التركي وأضاف " مصممون على تخليص بلادنا وأمتنا من آفة الإرهاب المستمرة منذ 40 عاما ونملك القدرة على ذلك" وأكد أن تركيا لم ولن تترك دماء شهدائها والأبرياء تذهب سدى في أي وقت وقال أكار: "سنواصل محاسبة الذين استهدفوا أمن بلادنا وأمتنا مثلما حاسبناهم من قبل وحتى اليوم" وشدد أن تركيا ستواصل مكافحة الإرهاب حتى تحييد آخر إرهابي وفجر الأحد أعلنت وزارة الدفاع التركية شن قواتها عملية "المخلب-السيف" الجوية ضد مواقع للإرهابيين شمالي سوريا والعراق وقالت إن العملية تستند إلى المادة 51 من ميثاق الأمم المتحدة الذي ينص على الحق المشروع في الدفاع عن النفس.
وبحسب البيان، تهدف العملية لضمان أمن الحدود ومنع أي هجمات إرهابية تستهدف الشعب التركي والقوات الأمنية واجتثاث الإرهاب من جذوره، عبر تحييد التنظيمات الإرهابية "بي كي كي/كي جي كي/ واي بي جي" وغيرها.
- 21 نوفمبر :
  - رئيس مجلس الوزراء العراقي محمد شياع السوداني يصل إلى العاصمة الأردنية عمان في أول زيارة رسمية.
  - انفجار منظومة الغاز لأحد الأفران في محافظة دهوك في إقليم كردستان العراق حيث ولد الانفجار عشرات الجرحى والقتلى حيث لقى ٤ اشخاص مصرعهم واصيب اكثر من ٣٠ شخص علماً ان اغلب المصابين هم من الطلبة لتواجد قسم داخلي فوق الفرن.
  - نددت حكومة إقليم كردستان العراق، اليوم الاثنين، بالقصف الإيراني الجديد الذي طاول فجر اليوم مناطق شمال أربيل وشرق السليمانية وخلّف قتيلاً واحداً على الأقل ونحو 10 جرحى، مطالبة المجتمع الدولي والأمم المتحدة بـ"موقف واضح وصريح من الاعتداءات الإيرانية المتكررة على الإقليم" ويأتي القصف الإيراني الجديد والرابع من نوعه، في أقل من شهرين، بعد يوم واحد من إنهاء زعيم فيلق القدس الإيراني إسماعيل قآني زيارة له إلى بغداد استمرت أياماً عدة، التقى فيها بالمسؤولين العراقيين، وقادة أحزاب، وبحث فيها موضوع الجماعات الكردية الإيرانية المعارضة الموجودة شمالي العراق، ضمن إقليم كردستان، مطالباً بإخراجها وتفكيك تجمعاتها.
- 22 نوفمبر :
  - مصادر: هجوم بالمسيرات والصواريخ الإيرانية على حزب إيراني معارض قرب ألتون كوبري في كركوك.
  - هبوط اضطراري لمروحية تابعة لطيران الجيش العراقي بسبب خلل فني في مدينة سامراء واصابة اثنين من الطاقم.
- 23 نوفمبر :
  - جهاز الأمن الوطني يضبط 890 ألف لتر من المشتقات النفطية المهربة في بغداد وعدد من المحافظات.
  - رئيس مجلس الوزراء العراقي محمد شياع السوداني يصل إلى دولة الكويت
- 26 نوفمبر :
  - رئيس مجلس الوزراء محمد شياع السوداني يقرر إعفاء واحالة إلى الامرة كل من: الفريق الركن علي الفريجي قائد المقر المسيطر في كركوك و اللواء الركن علي فاضل عمران قائد عمليات ديالى و اللواء الركن زيد حوشي مدير الاستخبارات والأمن.
  - حزب البعث العراقي جناح (ابو العباس) ينضم ما سمي مؤتمر المغتربين العراقيين في تونس وسط صراعات مع جناح حزب البعث العراقي الآخر الذي يتزعمه (ابو جعفر) وتبادل اتهامات العمالة.
- 27 نوفمبر :
  - أعلن رئيس مجلس الوزراء السيد محمد شياع السوداني، مساء اليوم الأحد، عن استرداد 182.7 مليار دينار عراقي، وجبةً أولى من أصل مبلغ قدره ( 1.681270) تريليون دينار، ستتم استعادته خلال أسبوعين وأوضح أن التحقيقات توصلت إلى أنّ المبلغ الإجمالي المذكور صُرف إلى المتهم نور زهير جاسم، وستُجرى استعادة هذا المبلغ الذي اعترف به، والحجز على الأملاك التي بحوزته، وهي تفوق هذا المبلغ وبيّن السيد السوداني أن جهود المتابعة والتحقيق والتحرّي تكللت باستعادة هذا المبلغ، وقد جرى تشخيص المخالفات والمقصّرين الذين سهّلوا الاستيلاء على هذه الأموال، سواء داخل الهيئة العامة للضرائب أم داخل جهات رقابية أخرى وثمّن السيد رئيس مجلس الوزراء جهود السيد رئيس مجلس القضاء الأعلى، وكل الأجهزة المختصّة المتفانية التي أسهمت باستعادة هذا المبلغ وأضاف سيادته، إن التحقيقات لن تستثني أيَّ أحدٍ تورّط فعلاً في هذه الجريمة، وجارٍ تعقب وملاحقة باقي المتّهمين والعمل على استرداد كامل الأموال المسروقة.
- 28 نوفمبر :
  - قرارات الجلسة الاعتيادية السادسة لمجلس الوزراء.

توجيه جميع الوزارات والجهات غير المرتبطة بوزارة والمحافظات، باتخاذ الإجراءات اللازمة لاستكمال متطلبات وزارة المالية في تثبيت الذين تزيد خدمتهم عن سنتين من المتعاقدين، الذين صدرت أوامر التعاقد معهم قبل 2 تشرين الأول 2019، وإرسالها الى وزارة المالية لأغراض التدقيق والتثبيت.
كما وجهنا بتقديم موقف شهري بشأن إجراءاتهم في مكافحة الفساد المالي والإداري، داخل وزاراتهم، وشددنا على عدم اقتصار اجراءات الحكومة على مكافحة الفساد، بل الأهم منه استرداد الأموال العامة التي تمت سرقتها.
اهم القرارات:
1- تعديل أمانة بغداد والمؤسسات البلدية في المحافظات، التصميم الأساس للمدن وتغيير الاستعمالات المختلفة للأراضي المشيّدة عليها وحدات سكنية بشكل عشوائي والمملوكة للدولة، والمشيدة قبل صدور هذا القرار.
2- تفعيل أمانة بغداد قرار مجلس قيادة الثورة المنحل رقم (581 لسنة1981) لأغراض تملك الأرض التي تم تغيير استعمالها لأغراض هذا القرار.
3- تفعيل المؤسسات البلدية في المحافظات القانون رقم (80 لسنة 1970) وتعليماته النافذة، وقرار مجلس قيادة الثورة المنحل رقم(184 لسنة 2002) لأغراض تملك الأرض التي تم تغيير استعمالها لأغراض هذا القرار.
4- تولي أمانة بغداد والمؤسسات البلدية في المحافظات، إعداد التصاميم القطاعية للمناطق المشمولة بأحكام هذا القرار بما ينسجم وتصميم المدن الحديثة، وفي حال وجود دور مشيدة لا يمكن معالجتها بحسب التصاميم المعدلة، يتم إزالتها وتعويض صاحب الدار بقطعة أرض سكنية مناسبة بما لا يقل عن الحد الأدنى من الإفراز.
5- تمليك أمانة بغداد، والمؤسسات البلدية في المحافظات، الأراضي التي تم افرازها لأغراض هذا القرار الى شاغليها بالقيمة التي تقدرها لجان التقدير آنفاً وفقا لأحكام المادتين (7، و8) من قانون بيع وايجار اموال الدولة (21 لسنة 2013)، استثناء من المزايدة العلنية المبينة في احكام المادة (40) من القانون المذكور آنفا.
6- للدائرة البلدية المختصة تمليك الاراضي لشاغليها، على سبيل الشيوع كوحدة عقارية واحدة، في حال وجود مساحات تقل عن الحدود الدنيا للافراز.
7- يشترط في طالب التمليك ما يأتي:
أ‌- أن يكون المستفيدَ الفعلي للأرض وفقاً للجرودات التي تقدمها الوحدة الادارية المعنية، بواسطة لجنة برئاسة أمين بغداد في العاصمة، والمحافظ في المحافظات وعضوية مدير البلدية ومدير التخطيط العمراني ومدير التسجيل العقاري وممثل عن وزارة المالية.
ب‌- لا يجوز تمليك أكثر من قطعة لطالب التمليك.
ج- أن يقدم طلباً الى مديرية البلدية المعنية خلال مدة لا تتجاوز 90 يوماً من تاريخ صدور هذا القرار.
8- ينفذ هذا القرار على الاراضي المملوكة للدولة المقامة عليها دور سكنية بالمشيدات الثابتة، وان يكون مجمعاً سكنياً نظامياً مأهولاً.
9- لا يشمل هذا القرار الأراضي المخصصة لمشروعات النفع العام.
10- تتولى وزارة الزراعة، وأمانة بغداد، والبلديات، والوحدات الإدارية متابعة حالات التجاوز على الأراضي الزراعية والبساتين، وأخذ الإجراءات القانونية بحق المتجاوزين بعد نفاذ هذا القرار. مع الأخذ بعين الاهتمام رأي الدائرة القانونية في الأمانة العامة لمجلس الوزراء بموجب مذكرتها المرقمة بالعدد (م. د/ق/2/71/42/310 ل. ق) المؤرخة في 21 تشرين الثاني 2022، وملاحظات بعض أعضاء مجلس الوزراء.
11- على الجهات ذات العلاقة أخذ الإجراءات اللازمة لمنع إقامة اي تجاوزات مستقبلا.
كما قرر مجلس الوزراء ما يأتي:
1 - تمويل مبلغ 10 مليارات دينار، الى جهاز الأمن الوطني العراقي، لتسديد رواتب موظفي الجهاز المذكور تنفيذاً للفقرتين (1، و2) المذكورتين في كتاب ديوان الرقابة المالية الاتحادي المرقم بالعدد (1/1/12/2334) المؤرخ في 3 شباط 2022، المرافق ربط قرار مجلس الوزراء (15 لسنة 2022).
2- تولي وزارة المالية تخصيص مبلغ مقداره 10 مليارات دينار، الى جهاز الأمن الوطني العراقي، استناداً الى أحكام الفقرة (19) من الجدول (ب) المرافق ربط قانون الدعم الطارئ للأمن الغذائي والتنمية، المثبتة في قرار مجلس الوزراء (226 لسنة 2022) من تخصيصات الجهاز المذكور.
- الموافقة على تعديل قرار مجلس الوزراء (222 لسنة 2022) بشأن دعم بطولة كأس الخليج العربي لكرة القدم ليصبح بحسب الآتي:
- تمويل وزارة المالية (3000000000) دينار، فقط ثلاثة مليارات دينار الى الاتحاد العراقي المركزي لكرة القدم، المتعاقد مع ملاك تدريبي لقيادة المنتخب الوطني بكرة القدم وإقامة المعسكرات التدريبية والبطولات والمباريات للمنتخب الوطني العراقي استعداداً للاستحقاقات القادمة، تنفيذاً للفقرتين (1، و2) المذكورتين في كتاب ديوان الرقابة المالية الاتحادي المرقم بالعدد (1/1/12/2334) المؤرخ في 3 شباط 2022، المرافق ربط قرار مجلس الوزراء (15 لسنة 2022).
- قيام وزارة الكهرباء بالتعاقد مع جهة استشارية عالمية متخصصة لغرض وضع خطة لتنفيذ مشروع الشبكة الذكية، على أن يتم التعاقد خلال ( 30) يومَ عمل، حداً اقصى، بدءاً من تاريخ اصدار هذا القرار، استثناءً من تعليمات تنفيذ العقود الحكومية.
- تتولى الجهة الاستشارية المذكورة في الفقرة ( أولا ) آنفا بمراجعة ما عرضته وزارة الكهرباء للمشروع المذكور، وإعداد لائحة شروط لكل فرصة استثمارية، وتحديد نطاق العمل وشروط التأهيل والمواصفة الفنية وتقييم المتنافسين المؤهلين، والتوصية بالإحالة وإعداد صيغة العقود، وتتولى وزارة الكهرباء المسؤوليات التنفيذية بحسب الصلاحيات، بالتنسيق مع وزارة الإتصالات.
- يكون تنفيذ المشروع من خلال إعلانه فرصةً استثمارية بحسب قرار مجلس الوزراء ( 245 لسنة 2019).
- 29 نوفمبر :
  - كشف مصدر مسؤول في وزارة الداخلية العراقية، يوم الثلاثاء، عن أبرز المناصب التي طالتها تغييرات أجريت عليها وبين المصدر، إن أوامر التغيير شملت وكيل الوزارة لشؤون الاستخبارات والتحقيقات الاتحادية الفريق احمد ابو رغيف، ووكيل شؤون الشرطة عماد الدليمي، وقائد قوات الحدود حامد الحسيني الحدود، ومديرية مكافحة المخدرات ومديرية شرطة الطاقة، فضلا عن اثنين، من قادة الفرق بالشرطة الاتحادية".

وفي وقت سابق اليوم الثلاثاء، أعلنت وزارة الداخلية العراقية، صدور أوامر بتغيير عدد من المناصب العليا في مفاصل الوزارة وقالت الوزارة في بيانها اليوم، إنه "بناء على المنهاج الحكومي الذي تبناه رئيس مجلس الوزراء القائد العام للقوات المسلحة، ورؤية وزير الداخلية بضرورة النهوض بواقع المؤسسة الأمنية، وتلبيةً لمتطلبات تطوير الأداء، ورفع مستوى الجاهزية، فقد صدرت الأوامر بتغيير عدد من المناصب العليا في مفاصل الوزارة بعد اكمالهم السقف الزمني لإشغال المنصب ولرفد الوزارة بدماء جديدة".
- - رئيس مجلس الوزراء محمد شياع السوداني يقوم بزيارة ايران وهي ثالث زيارة لدولة مجاورة منذ تسلمه منصبه.
- 30 نوفمبر :
  - الهيئة العليا لمكافحة الفساد تلقي القبض على رئيس اللجنة الماليَّـة النيابيَّة السابق هيثم الجبوري.
  - رئيس مجلس الوزراء السيد محمد شياع السوداني يعود إلى بغداد بعد ختام زيارته الرسمية للجمهورية الإسلامية الإيرانية حيث وصل رئيس مجلس الوزراء السيد محمد شياع السوداني، مساء اليوم الأربعاء إلى العاصمة بغداد، مختتماً زيارته الرسمية إلى الجمهورية الإسلامية الإيرانية التي استمرّت يومين، وشهدت إجراء عدد من اللقاءات والمباحثات وكان السيد السوداني قد وصل إلى العاصمة الإيرانية طهران صباح أمس الثلاثاء، وجرت لسيادته مراسم استقبال رسمي، من قبل الرئيس الإيراني السيد إبراهيم رئيسي وعقد السيد رئيس مجلس الوزراء، والوفد الرسمي المرافق له، جلسة مباحثات موسّعة مع الجانب الإيراني، حيث ترأس الجانب الإيراني في المباحثات الرئيس الإيراني، وجرت خلالها مناقشة عدد من الملفات، في مقدمتها ملفّ التنسيق الأمني، والتبادل التجاري، والتعاون في مجال الطاقة والاستثمار وتنظيم السياحة والزيارات الدينية المتبادلة، ومواجهة تحديات التغيّر المناخي كما عقد السيد رئيس مجلس الوزراء، ورئيس الجمهورية الإسلامية الإيرانية، لقاءً ثنائياً، تم فيه بحث العلاقات الثنائية بين البلدين، وسبل تعزيز التعاون المتبادل في مختلف الميادين والمجالات، فضلاً عن مناقشة عدد من الملفّات ذات الاهتمام المشترك والتقى سيادته أيضا في أول أيام الزيارة الرسمية الى إيران، المرشد الأعلى للجمهورية الإسلامية الإيرانية السيد علي الخامنئي، وعبّر السيد السوداني خلال اللقاء عن شكره للجمهورية الإسلامية لدعمها العراق ومساندته في الحرب على الإرهاب، وأكّد ضرورة مواصلة الجهود المشتركة لمواجهة الإرهاب والتطرّف والمخدرات وضمن سلسلة اللقاءات التي أجراها السيد رئيس مجلس الوزراء خلال الزيارة الرسمية، لقاء سيادته، النائب الأوّل للرئيس الإيراني السيد محمد مخبر، ولقاؤه رئيس مجلس الشورى الإسلامي الإيراني السيد محمد باقر قاليباف وشهد اللقاءان البحث في سبل تطوير التعاون الثنائي، والتأكيد على دور العراق المحوري في المنطقة لتقريب وجهات النظر، والإشارة إلى أهمية العلاقة بين السلطتين التشريعيتين في العراق وإيران، وتوطيد أواصر التعاون بصورة شاملة.

وفي اليوم الثاني للزيارة الرسمية إلى إيران، التقى سيادته، وزير الخارجيّة الإيراني السيد حسين أمير عبد اللهيان، وجرى خلال اللقاء التباحث في سبل تعزيز العلاقات الاقتصادية والتجارية، في إطار التعاون والشراكة البنّاءة بين البلدين الجارين.
وختم السيد السوداني زيارته الرسمية إلى الجمهورية الإسلامية الإيرانية، بزيارة مدينة مشهد المقدّسة، وأداء مراسم الزيارة لمرقد الإمام عليّ بن موسى الرضا عليهما السلام.
- - تنظيم داعش يعلن مقتل زعيمه ابو الحسن الهاشمي القرشي ويعلن مبايعة ابا الحسين الحسيني القرشي زعيماً له.
  - اقالة خمسة من مدراء جهاز المخابرات العراقي وعدد من موظفي الجهاز.

### ديسمبر
- 1 ديسمبر :
  - وزارة المالية تعلن إنجاز إجراءات استحداث الدرجات الوظيفية والتوزيع للفئات المشمولة وعددها 39 ألف و434 درجة بواقع 19094 للبكالوريوس و17309 للماجستير و 3031 للدكتوراه.
  - السوداني يوجه بتشكيل لجنـة تدقيقيـة مختصـة تتـولى مراجعـة العمـولات التـي تستحصـلها شـركات الدفع الإلكترونـي كافة مـن المـواطنين واتخـاذ الإجراءات بحق المخالف منها وفقا للقانون.
  - زعيم التيار الصدري مقتدى الصدر يدعو لحملة تواقيع مليونية ضد المثلية الجنسية.
  - بعد سنوات من فرضها بدء تطبيق رفع ضريبة 20% التي فرضتها حكومة حيدر العبادي على كارتات الدفع المسبق للاتصالات.
  - سلم السفير الكويتي لدى العراق طارق الفرج، الخميس، الجانب العراقي مذكرة بشأن تجاوز ثلاث قطع بحرية عراقية المياه الإقليمية لبلاده وأوضحت وزارة الخارجية الكويتية، في بيان لها أن "سفير دولة الكويت لدى جمهورية العراق طارق الفرج قد اجتمع مساء اليوم، مع مدير الدائرة العربية بوزارة الخارجية العراقية السفير أسامة الرفاعي حيث سلمه مذكرة بشأن قيام ثلاث قطع بحرية عراقية بتجاوز المياه الإقليمية لدولة الكويت ومطالبتها بسحب هذه القطع فورا خارج المياه الإقليمية لدولة الكويت" وأكدت الوزارة "استعداد الكويت للتعاون مع العراق الشقيق وفق ما نصت عليه اتفاقية تنظيم الملاحة في خور عبدالله المبرمة بين البلدين والمودعة لدى الأمم المتحدة".
- 2 ديسمبر :
  - ممثلة الأمم المتحدة في العراق جينين بلاسخارت تزور السفير الايراني في العراق محمد كاظم ال صادق وتؤكد على الدور الإيجابي للتعاون بين العراق وايران في تعزيز الاستقرار الاقليمي وضرورة استمراره ودعم حكومة محمد شياع السوداني.
- 3 ديسمبر :
  - عقد البرلمان العراقي ظهر اليوم جلسته الاعتيادية، برئاسة محمد الحلبوسي. وذكرت الدائرة الإعلامية لمجلس النواب، في بيان، أن "الحلبوسي افتتح أعمال الجلسة بحضور 208 نواب"، موضحا: "تم التصويت على منح ثقته إلى نزار محمد سعيد ناميدي، وزيراً للبيئة بالأغلبية المطلقة" وأضاف البيان أن "المجلس صوّت أيضاً على منح ثقته إلى بنكين عبد الله ريكاني، وزيراً للإعمار والإسكان والبلديات والأشغال العامة بالأغلبية المطلقة" وبالتصويت على الوزيرين تكون حكومة السوداني مكتملة، ولا تدار أي حقيبة منها بالوكالة.
  - أفاد مصدر أمني عراقي السبت، بأن قاعدة "زليكان" التركية في شمال نينوى، تم استهدافها بأربعة صواريخ من نوع "جراد"، فيما تبنت جماعة "لواء أحرار العراق" عملية استهداف القاعدة.
- 4 ديسمبر :
  - ارتفاع سعر صرف الدولار الأمريكي مقابل الدينار العراقي إلى 150000 دينار لكل 100 دولار أمريكي واجراءات من البنك المركزي العراقي لحل الازمة بعد استبعاد مصارف علي غلام من مزاد العملة.
  - إدارة مطار بغداد الدولي تعرضت إحدى عجلات طائرة للخطوط الجوية العراقية إلى تهشم مفاجئ أثناء إقلاعها إلى المدينة المنورة، على ضوء ذلك تم إغلاق مدرج المطار لمدة ساعتين لغرض استكمال أعمال الصيانة للطائرة دون حدوث إصابات بين المسافرين.
- 5 ديسمبر :
  - رئيس مجلس الوزراء محمد شياع السوداني يرأس اجتماعاً خاصّاً لمتابعة سير العمل في ميناء الفاو الكبير و يوجه بتسريع العمل في جميع الفقرات التنفيذية للميناء ومشروع القناة الجافّة المتصلة به وقال السوداني ان ميناء الفاو الكبير يمثل مشروعاً بحجم العراق وتطلعات شعبه في تنمية الاقتصاد الوطني وان ميناء الفاو الكبير يشكل أولوية في مجال الاقتصاد والتنمية ضمن المنهاج الوزاري الذي تتمسك به الحكومة.
  - استئناف الرصافة: 1733 دعوى عنف اسري في النصف الاول من العام الحالي ! 
أعلنت رئاسة محكمة استئناف بغداد الرصافة، عن تسجيلها (1733) دعوى عنف اسري خلال النصف الاول من العام الحالي في المحاكم التابعة لها.
وذكر رئيس محكمة استئناف بغداد الرصافة القاضي عماد خضير الجابري أن "النصف الاول من العام الحالي شهد تسجيل (1733) حالة عنف اسري تراوحت ما بين عنف ضد المرأة وكبار السن والاطفال".
وأضاف الجابري أن "(257) دعوى عنف ضد كبار السن، و (1408) دعوى عنف ضد النساء، و(68) دعوى عنف ضد الاطفال سجلت في جميع محاكم الرصافة".
المحامي جبريل اسماعيل عبدالله ⚖️💼
- 6 ديسمبر :
  - الحشد الشعبي: استشهاد منتسب وإصابة اثنين في اشتباكات مع عناصر داعش منطقة البهبهاني في جرف النصر.
  - مديريه زراعه كربلاء : مايقارب من ثلاثة ملايين نخلة في كربلاء أنتجت اكثر من 160 الف طن من التمور.
  - رويترز: الاتحاد الوطني الكردستاني يفكر بفصل السليمانية عن إقليم كردستان.
  - وزير الزراعة يعلن استثمار مليون دونم للزراعة في صحراء السماوة من قبل الحشد الشعبي إضافة الى مليوني دونم أخرى استثمرتها العتبات المقدسة.
  - أمر رئاسي بتكليف كامل الدليمي رئيساً لديوان رئاسة الجمهورية وكالة وإنهاء تكليف مهند حسام الدين.
  - وكالة الأناضول التركية تعلن مقتل جندي تركي في انفجار عبوة ناسفة أثناء عملية تركية لمطاردة حزب العمال الكردستاني في كردستان العراق.
- 7 ديسمبر :
  - المكتب الإعلامي للمرجع السيد علي السيستاني "يقول ان المرجع الديني استقبل قبل ظهر اليوم ميغيل أنخيل موراتينوس، وكيل الأمين العام للأمم المتحدة أنطونيو غوتيريش، المكلف بوضع خطة عمل المنظمة الدولية لحماية المواقع الدينية، بعد الهجمات التي تعرضت لها في أماكن مختلفة في العالم في السنين الأخيرة، واستمع إلى الشرح الذي أدلى به حول تلك الخطة والمبادئ التي ترتكز عليها والإجراءات المتبعة بشأنها" مؤكداً على "أهمية تضافر الجهود في الترويج لثقافة التعايش السلمي ونبذ العنف والكراهية وتثبيت قيم التآلف المبني على رعاية الحقوق والاحترام المتبادل بين معتنقي مختلف الأديان والاتجاهات الفكرية" وأشار إلى أن "للمآسي التي يعاني منها العديد من الشعوب والفئات العرقية والاجتماعية في أماكن كثيرة من العالم ـ نتيجةً لما يمارس ضدها من الاضطهاد الفكري والديني وقمع الحريات الأساسية وغياب العدالة الاجتماعية ـ دوراً في بروز بعض الحركات المتطرفة التي تستخدم العنف الأعمى ضد المدنيين العزّل وتعتدي على المراكز الدينية والمواقع الأثرية للآخرين المختلفين معها في الفكر أو العقيدة" وشدّد السيستاني على "ضرورة معالجة خلفيات هذه الظواهر المرفوضة والمدانة في كل الأحوال، والعمل الجادّ في سبيل تحقيق قدر من العدالة والطمأنينة في مختلف المجتمعات تليق بكرامة الانسان كما أرادها الله تعالى، وهو مما يساهم في الحدّ من الأجواء المواتية لانتشار الأفكار المتطرفة" كما وعبّر عن "تقديره لجهود الأمم المتحدة بهذا الصدد، متمنياً لموراتينوس التوفيق في أداء مهمته، وحمّله تحياته إلى أنطونيو غوتيريش الأمين العام للأمم المتحدة".
  - هيئة الاستثمار تعلن الاتفاق مع شركة هانوا الكورية الجنوبية على حل الإشكالات بشأن مشروع مدينة بسماية و عودة الشركة لإكمال المشروع.
  - أفتتح مساء اليوم رئيس مجلس الوزراء السيد محمد شياع السوداني معرض العراق الدولي للكتاب الدورة الرابعة المقام على أرض معرض بغداد الدولي دورة هادي العلوي للفترة من 7-17 كانون الاول 2022.
  - مقتل اثنين وإصابة عشرين بجروح في مظاهرات في الناصرية و إقالة قائد شرطة ذي قار سعد حربية بعد أحداث الناصرية وتعيين العميد مكي شناع خلفاً له.
- 8 ديسمبر :
  - رئيس مجلس الوزراء محمد شياع السوداني يغادر إلى الرياض على رأس وفد حكومي رسمي؛ للمشاركة في القمّة العربية الصينية، التي تستضيفها المملكة العربية السعودية.
  - أمر قبض بحق الفريق أحمد ابو رغيف وتجميد أمواله.
  - اضطرابات في مدينة الناصرية وأعمال قطع للطرق و الجسور فيها.
- 9 ديسمبر :
  - الرئيس الصيني للسوداني: موقع العراق يمكنه من لعب دور مهم في مشاريع التنمية المستدامة.
  - لقاءات عدة يجريها رئيس مجلس الوزراء محمد شياع السوداني على هامش القمة العربية الصينية.
- 12 ديسمبر :
  - مناورات بحرية " أميركية عراقية كويتية " في الخليج لتعزيز الأمن البحري الإقليمي.
  - عمار الحكيم يبحث مع بلاسخارت دور الأمم المتحدة في دعم العراق لتجاوز التحديات.
- 13 ديسمبر :
  - النزاهة: الحكم على المدانين رئيس هيئة التقاعد سابقًا ومدير شركة "كي كارد" بالحبس سنة و 9 أشهر لكلٍّ منهما بعد إعادة محاكمتهما عن تهمة تقاضي المدان الأول رشوةً من المدان الثاني، للقاء تسهيل أعمال شركة "كي كارد" لدى هيئة التقاعد الوطنية.
- 14 ديسمبر :
  - رئيس مجلس الوزراء محمد شياع السوداني يستقبل قائد القيادة المركزية الأميركية الجنرال مايكل كوريلا.
  - ارتفاع سعر صرف الدولار الأمريكي مقابل الدينار إلى 152000 دينار مقابل كل 100 دولار.
- 15 ديسمبر :
  - اعلن مجلس القضاء الأعلى، اليوم الخميس، عن إعادة اكثر من ترليون دينار من مخالفات في محفظة التقاعد.
  - هجوم بعبوة ناسفة استهدف دورية للجيش العراقي في منطقة الطارمية شمال بغداد أثناء عملية للبحث عن عناصر تنظيم داعش أسفرت عن استشهاد المقدم الركن مصطفى ضياء المشهداني وهو أمر فوج في الجيش العراقي وجنود اثنين معه.
  - المرور تكشف عن وجود مليون "تكتك" في بغداد وتقترح تحجيم حركتها عن قريب.
- 17 ديسمبر :
  - البنك الدولي: العجز المائي في العراق سيتجاوز 10 مليارات متر مكعب عام 2035.
- 18 ديسمبر :
  - أستشهاد 9 من الشرطة الاتحادية بينهم ضابط بتفجير استهدف دورية في ناحية الرياض في كركوك.
  - رئيس مجلس الوزراء محمد شياع السوداني يصل إلى الدوحة لحضور المباراة النهائية لبطولة كأس العالم بين فرنسا والأرجنتين.
  - احتفالات أنصار المنتخب الأرجنتيني في بغداد بعد فوزه للمرة الثالثة بكأس العالم في مونديال قطر.
- 19 ديسمبر :
  - رئيس مجلس الوزراء السيد محمد شياع السوداني يعلن افتتاح 42 مدرسة والمباشرة في تنفيذ 250 مدرسة في عموم مديريات تربية محافظة بغداد حيث افتتح رئيس مجلس الوزراء السيد محمد شياع السوداني، صباح اليوم الاثنين، متوسطة النبلاء في مديرية تربية الكرخ الثانية، ضمن احتفالية شملت افتتاح 42 مبنى مدرسياً، في عموم مديريات التربية في محافظة بغداد وحيّا سيادته رفع علم العراق في ساحة المبنى، وبدء الدوام الرسمي في المدرسة، التي تُعد واحدة من 42 مدرسة جديدة تم افتتاحها اليوم في وقت واحد في عموم أقضية محافظة بغداد ونواحيها، وقد جرى إتمام 87 منها وبدأت الدراسة فيها خلال هذا العام كما أعلن عن المباشرة بتنفيذ 250 مدرسة خلال العام المقبل ضمن خطة محافظة بغداد.
  - 8 شهداء و 5 جرحى حصيلة أولية للهجوم الإرهابي الذي شنه عناصر تنظيم داعش على منطقة البوبالي في قضاء الخالص بمحافظة ديالى بهدف إيقاع الفتنة.
- 20 ديسمبر :
  - رئيس مجلس الوزراء محمد شياع السوداني يمثل العراق في مؤتمر بغداد الثاني للتعاون والشراكة إلى مركز الملك الحسين بن طلال للمؤتمرات في الأردن القمة تضم عضوين جديدين هما سلطنة عمان والبحرين إلى جانب مشاركة كل من الإمارات ومصر والسعودية وقطر وتركيا وإيران والعراق وفرنسا.
  - عُقد في مركز الملك الحسين بالبحر الميّت، اليوم الثلاثاء، لقاءٌ ثلاثي ضمّ رئيس مجلس الوزراء السيد محمد شياع السوداني، وعاهل المملكة الأردنية الهاشمية الملك عبد الله الثاني بن الحسين، ورئيس جمهورية مصر العربية السيد عبد الفتاح السيسي، وذلك على هامش حضورهم مؤتمر قمّة بغداد الثاني للتعاون والشراكة، الذي يستضيفه الأردن.
- 21 ديسمبر :
  - قتل 5 عناصر من "داعش" بضربة جوية في بلدة تلعفر، شمالي محافظة نينوى، وقال المتحدث باسم رئيس الوزراء، اللواء يحيى رسول، في بيان، إنه "بتوجيه من رئيس مجلس الوزراء ووفقاً لمعلومات دقيقة من جهاز مكافحة الإرهاب، نفذ طيران الجيش ضربة جوية في قضاء تلعفر ضمن جبال شيخ إبراهيم، أسفرت عن مقتل 5 إرهابيين، أحدهم من قيادات داعش".
- 22 ديسمبر :
  - اجهزة الامن في إقليم كردستان العراق تلقي القبض على عدد من المشتبه بهم من عناصر داعش في مدينة السليمانية.
  - استشهد جنديان عراقيان وأصيب 3 بجروح في هجوم بعبوة ناسفة استهدف آليتيهما في محافظة كركوك في شمال العراق، كما أفاد مصدران أمنيان الخميس وكالة فرانس برس، محملين المسؤولية في ذلك لتنظيم داعش.
- 23 ديسمبر :
  - عقد رئيس مجلس الوزراء محمد شياع السوداني الجمعة، مباحثات رسمية مع رئيسة الوزراء الإيطالية جورجيا ميلوني والوفد المرافق لها في مراسم رسمية عقب وصولها بغداد المباحثات تناولت ملفات التعاون في مجالات الزراعة والصحّة، ومختلف أوجه التبادل الاقتصادي والتجاري وملف الحرب على تنظيم داعش وملف الطاقة.
  - اكمال اعمال ملعب الميناء الأولمبي في البصرة تمهيدا لبطولة كأس الخليج 25 في البصرة.
- 24 ديسمبر :
  - إقامة مراسم قداس عيد الميلاد في كنيسة سيدة النجاة ببغداد بمشاركة رئيس الجمهورية لطيف رشيد ورئيس مجلس الوزراء محمد شياع السوداني ورئيس مجلس النواب محمد الحلبوسي.
- 25 ديسمبر :
  - رئيس مجلس الوزراء محمد شياع السوداني يزور البصرة للاطلاع على تجهيزات بطولة كأس الخليج العربي 25 ويفتتح مركز الكوثر للطب النووي في البصرة حيث يعد هذا المركز أول مركز متخصص في إنتاج النظائر المشعّة للأغراض الطبية ومعالجة مرضى السرطان وتشخيص الإصابات المبكرة للسرطان.
  - بامر القائد العام تعيين الفريق الركن قاسم نزال المالكي معاوناً لرئيس اركان الجيش للعمليات.
- 26 ديسمبر :
  - رئيس مجلس الوزراء محمد شياع السوداني يفتتح 64 مدرسة توزعت بين مناطق محافظة البصرة المختلفة، حصة المركز منها 18 مدرسة، وبقية الأبنية المدرسية بين شمال البصرة بواقع 25 مدرسة، وقضاء الزبير غرب البصرة 12 مدرسة، وكانت حصة قضاء شط العرب شرق المحافظة 6 مدارس، وحصة قضاء أبي الخصيب جنوب البصرة 3 مدارس.
  - قلق شعبي بعد انخفاض قيمة الدينار العراقي أمام الدولار الأمريكي إلى 158 الف لكل 100 دولار.
- 27 ديسمبر :
  - اجتمع مجلس إدارة البنك المركزي العراقي بتاريخ 2022/12/27 وناقش تداعيات ومؤشرات ارتفاع أسعار الصرف في الأسواق المحلية وما يتعرض له سعر صرف العملة الاجنبية منذ ايام من ضغوطات مؤقتة ناتجة عن عوامل داخلية وخارجية، نظراً لاعتماد آليات لحماية القطاع المصرفي والزبائن والنظام المالي. وحيث أن كافة متطلبات التجارة الخارجية (لأغراض الاعتمادات المستندية أو الحوالات) مغطاة بالكامل بالسعر الرسمي (1465) دينار للدولار بالنسبة للاعتمادات المستندية و(1470) دينار للدولار بالنسبة للحوالات لذا نهيب بالسادة التجار مراجعة المصارف مباشرة وعدم اللجوء إلى الوسطاء والمضاربين لتلافي تحميل استيراداتهم عمولات ومصاريف لا موجب لها، مشيرين بهذا الصدد إلى ما صدر عن مجلس الوزراء في قراره المرقم (351) لسنة 2022 بشأن عدم استيفاء الرسوم الكمركية ومبالغ الأمانات الضريبية مسبقاً، إذ سيؤدي ذلك إلى تقليل الحلقات الزائدة وتخفيف الإجراءات وإزالة الكلف الناتجة عن مشاكل الترسيم المسبق وبذات الوقت نهيب بالمصارف لتحمل مسؤولياتها في تسهيل الإجراءات لزبائنها وتسريعها لضمان وصولهم الى التمويل بأفضل الممارسات المصرفية وبأقل قدر من الحلقات مع مراعات المتطلبات القانونية المقررة.
- 28 ديسمبر :
  - وزارة التربية تعلن تصويت مجلس الوزراء على تثبيت المحاضرين.
  - وزارة الداخلية العراقية تعلن إعتقال أكثر من 14 ألف متهم بقضايا مخدرات بـ 2022.
- 29 ديسمبر :
  - سعر صرف الدولار الأمريكي مقابل الدينار العراقي يستقر عند 153000 دينار مقابل كل 100 دولار.
- 30 ديسمبر :
  - انتهاء مبارة المنتخب العراقي مع جاره المنتخب الكويتي بالفوز بهدف للمنتخب العراقي في ملعب الميناء الأولمبي في البصرة ضمن استعداد الفريقين لكأس الخليج 25.
  - وزيرة المالية طيف سامي: سعر صرف الدولار ثبت على 1450 ديناراً في الموازنة وهو نفس السعر في ميزانية 2021.
  - افتتح امين بغداد المهندس عمار موسى كاظم 3 ساحات وسط بغداد (ساحة النسور، ساحة كهرمانة، ساحة قرطبة) وشارع الزيتون بعد انجاز تطويرها من قبل امانة بغداد.
- 31 ديسمبر :
  - كاظم الساهر معلقأ على بطولة خليجي 25: البصرة "مدينة الحب".. سنجتمع قريباً.
  - استعدادات كبيرة في بغداد والمحافظات مع نصب أشجار أعياد الميلاد في الشوارع والساحات للاحتفال بالعام الجديد 2023.

## طقس
- العواصف الرملية في العراق 2022: مجموعة أحداث عواصف ترابية تسببت في مَشاكل في العراق.[13]

## الوفيات

### يناير
- 8 يناير: سنان الشبيبي، محافظ البنك المركزي العراقي.[14]
- 12 يناير: أرشد ياسين رشيد، أحد كبار مرافقي رئيس النظام العراقي السابق صدام حسين[15]